# Palaos
Palaos, oficialmente la República de Palaos (palauano: Beluu er a Belau, inglés: Republic of Palau), es un país insular, uno de los cuatro que forman Micronesia y uno de los catorce que conforman Oceanía. Su capital es Ngerulmud y su ciudad más poblada es Koror.
La República está compuesta, aproximadamente, por trescientas cuarenta islas de origen volcánico y coralino en el mar de Filipinas. El país está ubicado en el extremo suroeste de Micronesia, limita al noreste con Islas Marianas del Norte, al este con Estados Federados de Micronesia, al sur con Indonesia y al oeste con Filipinas. Forma, junto con los Estados Federados de Micronesia, el archipiélago de las islas Carolinas.
Entre las potencias coloniales que controlaron u ocuparon el archipiélago figuran los imperios español, alemán, japonés y los Estados Unidos. Se independizó de Estados Unidos en 1981 y es uno de los países más recientes y menos poblados del mundo, pues cuenta con alrededor de 20 000 habitantes.

## Etimología
El nombre de las islas en el idioma palauano, Belau, probablemente se deriva de la palabra del palauano «beluu» que significa «aldea», o de la palabra «aibebelau» que significa «respuesta indirecta», en alusión a un mito de la creación.
El nombre «Palau» entró en el idioma inglés derivado del español «Las Palaos», para designar al Palau alemán. El nombre arcaico en inglés para esas islas era «Pellew Islands» (islas Pellew).

## Historia

### Primeros habitantes
Sus primeros habitantes pertenecían a la importante ola migratoria austronesia. Esta se inició hacia el 5000 a. C. desde el este de Asia y las islas Filipinas hacia Nueva Guinea y el archipiélago Bismarck. Se supone que desde ahí viajaron a las islas Palaos entre el 4000 y el 3000 a. C.

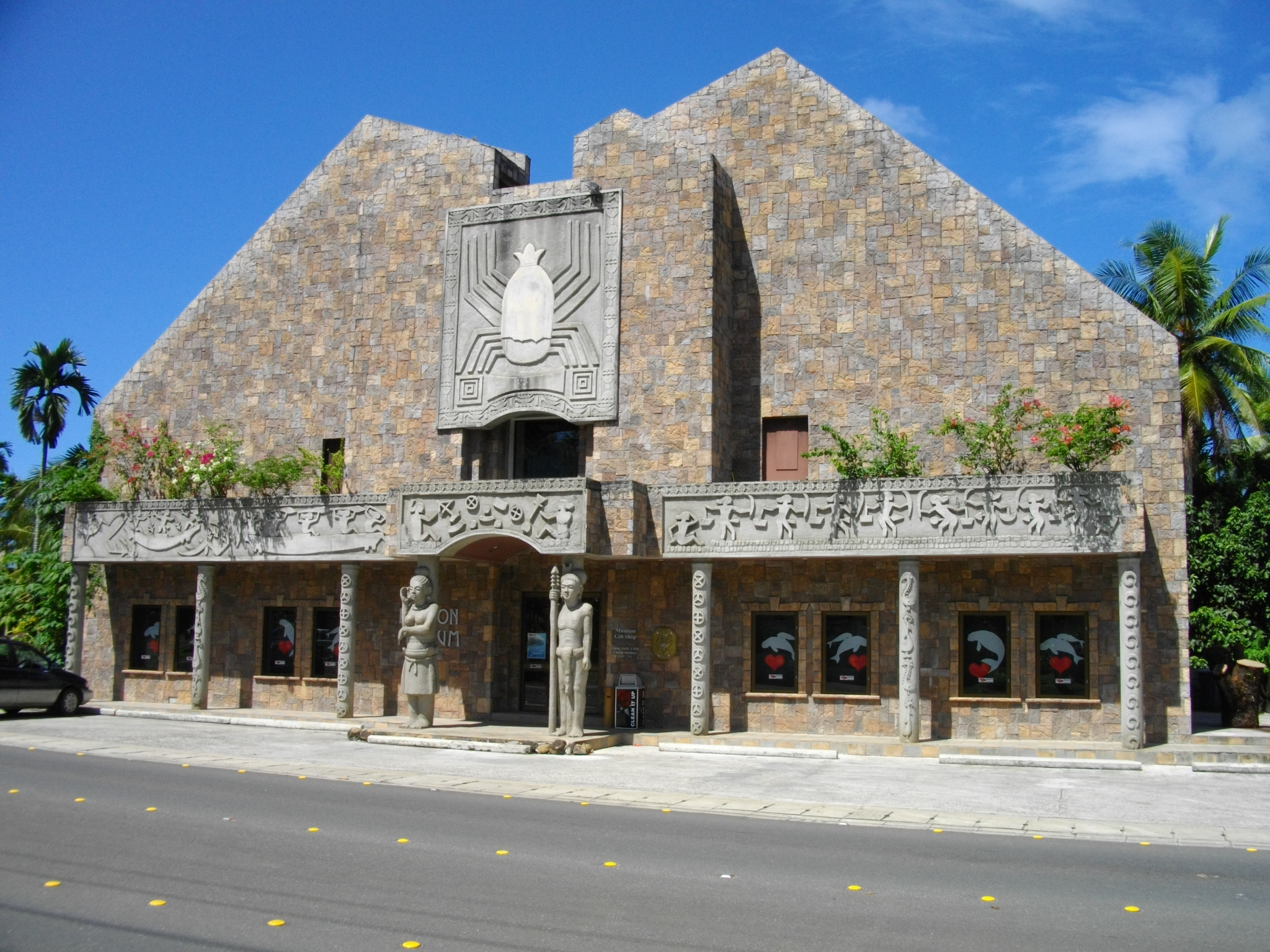
El Museo Etpison contiene una colección de artefactos antiguos incluyendo de los primeros habitantes del territorio

Se considera que el archipiélago está habitado desde una fecha entre el IV milenio y el V milenio a. C. Los restos arqueológicos más antiguos son fragmentos de alfarería y restos de ritos funerarios pertenecientes a la cultura lapita, cuya datación no supera el 1000 a. C. La construcción de los grandes bancales del interior de las isla no superarían el periodo comprendido entre el 100 y el 200 a. C. Dentro de sus huellas se encuentran varias ruinas de piedra y monolitos en Ngarchelong.
Las pruebas de las primeras ocupaciones en Palaos proceden de varios lugares repartidos por el archipiélago. Lamentablemente, las primeras fechas de radiocarbono no proceden de contextos claros y, por tanto, aportan pocos datos sobre las primeras ocupaciones. Las primeras fechas aceptables para Palaos son del siglo I y del siglo II d. C. Las fechas del siglo I y del siglo V proceden de depósitos de basura en Kayangel. La fecha más temprana procede de una concha de tridacna de un depósito que puede estar debajo del depósito cultural más bajo. La concha no está asociada a otros artefactos y no está claro si los artefactos cercanos son de una ocupación permanente del atolón. La fecha del siglo V está asociada a otros artefactos, pero sigue sin estar claro si esta parte del vertedero procede de una ocupación permanente. En otro estudio, Osborne obtuvo una fecha de 161 d. C. a partir de las excavaciones en el yacimiento de Badrulchau. La fecha procede de una muestra de carbón vegetal compuesta en un nivel situado bajo la estructura de pilares de piedra y aparentemente subyacente al aterrazamiento de la ladera.
La construcción y el mantenimiento de las terrazas en las islas volcánicas parece preceder a la formación de los asentamientos formales y nucleados observados en el momento del contacto europeo en 1783. Además, hay pruebas de una intensificación de la construcción de terrazas a principios del segundo milenio. Aproximadamente al mismo tiempo que la intensificación de la construcción de terrazas en las islas volcánicas, las pruebas de las islas rocosas sugieren una creciente nucleación de asentamientos.
Aunque se encuentran muchos sistemas de terrazas en las colinas que rodean las islas volcánicas, y posiblemente incluso algunas terrazas en las islas rocosas, ha resultado difícil obtener datos cronológicos sólidos sobre ellas. La variedad de formas de terrazas y las características especiales asociadas a las terrazas, como las elaboraciones de "corona y borde", sugieren que las terrazas funcionaban de diferentes maneras. La ubicación y las características organizativas de los asentamientos asociados a las terrazas parecen haber sido, en cierta medida, diferentes a las del patrón histórico de los pueblos tradicionales de las zonas costeras. En la actualidad, se carece de información sobre las asociaciones entre las terrazas y los lugares de habitación anteriores. Las fechas de radiocarbono asociadas a las terrazas oscilan entre 491 y 1810. La mayoría de las fechas asociadas a las terrazas se sitúan entre 895 y 1165. La fecha más reciente, 1810, procede de un vertedero de conchas que se está erosionando en la cara de una terraza; al parecer, el vertedero quedó enterrado al continuar la construcción de la terraza.
La fecha más antigua asociada al material cultural de las islas rocosas es la del año 620 del yacimiento de la cueva de Uchu larois, seguida de tres fechas en la década de 630 del yacimiento de Mariar en la isla de Ngeruktabel y del yacimiento de la playa de Ngidech en la isla de Ulebsechel. Algunos de estos basureros, especialmente el de la cueva de Uchularois, contienen grandes cantidades de artefactos, lo que sugiere que son el resultado de la explotación intensiva de los recursos marinos, en particular de los mariscos.

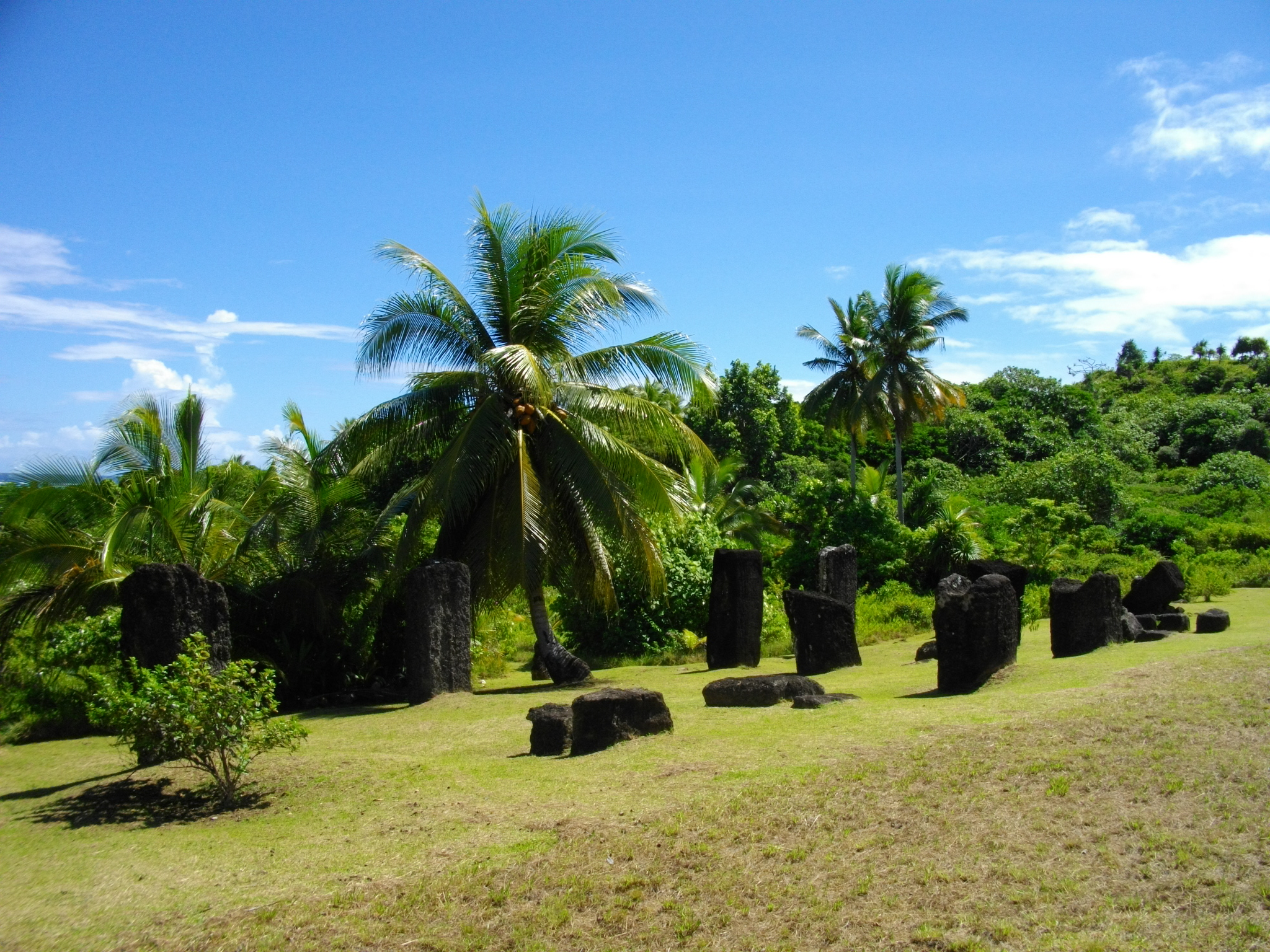
Monolitos de piedra de Badrulchau

Los datos posteriores de los yacimientos de islas rocosas sugieren importantes cambios en el sistema de asentamiento con el desarrollo de aldeas nucleadas. Las evidencias de las leyendas y la estrecha agrupación de las fechas de radiocarbono sugieren que las aldeas fueron abandonadas abruptamente a principios del siglo XV. Sin embargo, hay pruebas de que se siguieron explotando los recursos de las islas rocosas tras el abandono de los poblados. Hay cinco fechas de sitios de islas rocosas en clara asociación con estructuras, y estas fechas van de 1200 a 1420. Estas fechas, junto con el tamaño y la complejidad de los emplazamientos de las aldeas en las islas rocosas, sugieren que estas aldeas estuvieron permanentemente ocupadas durante este tiempo. Es probable que las aldeas ocupadas permanentemente se desarrollaran antes de 1200. Hay cuatro fechas de basureros en sitios de islas rocosas que van desde 1345 hasta 1950. Sin embargo, estas últimas cuatro fechas no están asociadas a estructuras.
La formación de los sistemas de aldeas observados históricamente parece reflejar una importante transformación de la sociedad palauana. Los poblados arqueológicos de las islas volcánicas están organizados de la misma manera que los poblados registrados históricamente por Keate (1789), Semper (1873), Kubary (1889) y Krämer (1919). Los poblados registrados consisten en grupos de elementos que indican la integración de las actividades domésticas y comunitarias. Los grandes elementos de piedra registrados en los poblados tienen referencias históricas específicas en la tradición oral de Palaos. Estos hechos sugieren que la organización de las aldeas que vemos hoy en día evolucionó en los siglos XIV y XV. A finales del siglo XVI, el sistema social que vemos reflejado en las aldeas modernas estaba en gran medida implantado.

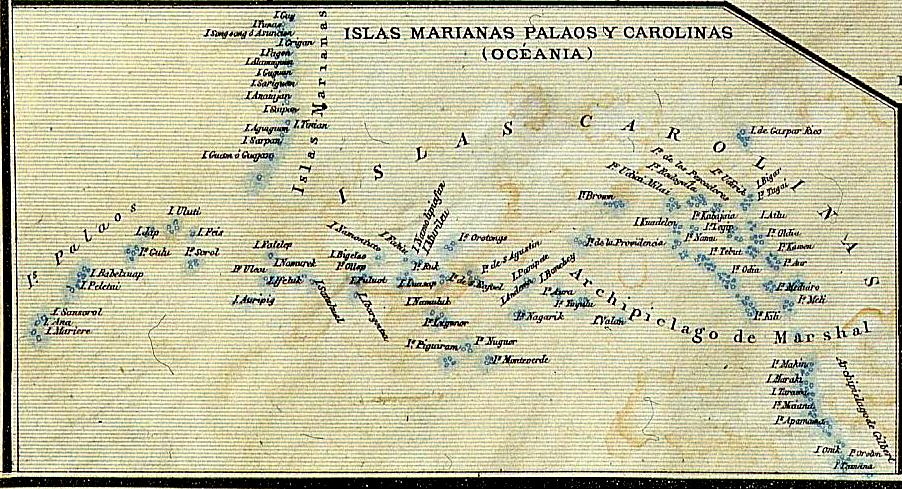
Islas Marianas, Palaos y Carolinas de la Capitanía General de Filipinas en 1888.

El palauano es una lengua atípica entre las austronesias, por lo que no arroja mucha luz sobre los orígenes de la población moderna. Sin embargo, hay algunos indicios de que puede derivar de las islas de la Sonda (la actual Indonesia).
La migración y colonización de las islas tuvo lugar hace unos 2000 años, pero no más tarde de los primeros siglos d. C. En el año 600 d. C. ya había asentamientos en todo el archipiélago.
Durante miles de años, los palauanos han tenido una sociedad matrilineal bien establecida, que se cree que desciende de los precedentes javaneses. Tradicionalmente, la tierra, el dinero y los títulos pasaban por la línea femenina. Los altos jefes eran elegidos únicamente por las reinas (mujeres de alto rango). Las tierras del clan siguen pasando a través de las mujeres con título y las primeras hijas, pero también existe un sentimiento patrilineal moderno introducido por el Japón imperial. El gobierno japonés intentó confiscar y redistribuir las tierras tribales en propiedad personal durante la Segunda Guerra Mundial, y apenas se ha intentado restaurar el antiguo orden. Los enredos legales continúan entre los distintos clanes.

### Descubrimiento y dominio español
Se cree que el primer explorador europeo en avistar las islas fue el español Gonzalo Gómez de Espinosa en 1522, a bordo de la nao Trinidad, durante la expedición de Magallanes-Elcano. En esta expedición las islas fueron llamadas ''San Juan''. Más tarde sería visitada por Ruy López de Villalobos en 1543.
Tras la conquista de las Filipinas en 1565 por el Imperio español, el archipiélago de Palaos formó parte de la Capitanía General de Filipinas, creada en 1574, que administraba el Imperio español en Asia y Oceanía.

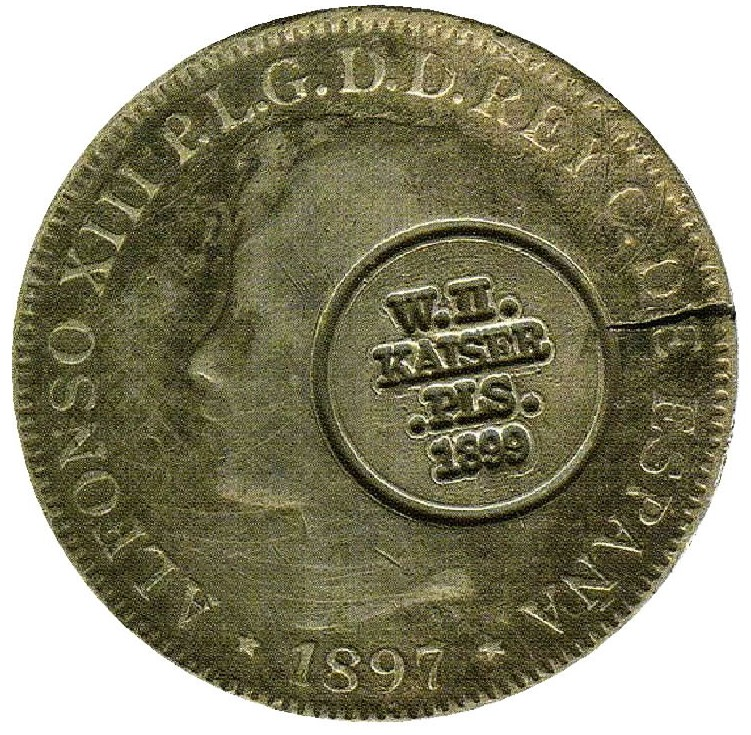
Moneda española de Alfonso XIII con resello conmemorativo de la ocupación alemana en 1899.

Sin embargo, la presencia hispana solo comenzó a expresarse con la evangelización, iniciada a finales del siglo XVII, y su asentamiento empezó a delinearse en el siglo XVIII.
Los primeros, aunque fallidos, intentos de los jesuitas de viajar a las islas desde Filipinas se dieron en 1708 y 1709. Las islas fueron visitadas por primera vez por la expedición jesuita dirigida por el español Francisco Padilla el 30 de noviembre de 1710, sólo pudiendo dejar a 2 sacerdotes varados Jacques Du Beron y Joseph Cortyl en la costa de Sonsorol, mientras la nave madre Santisima Trinidad era arrastrada por una tormenta. En los intentos posteriores por salvar a Du Beron y Cortyl se supo que fueron asesinados y devorados por los lugareños.
Tras nuevos intentos, las islas Palau pasaron a formar formalmente parte de las Indias Orientales españolas en 1885.
Los primeros encuentros fueron con balleneros y comerciantes, que utilizaban las islas como escalas en sus viajes. Desde esos primeros contactos, pero sobre todo a partir del siglo XIX, las enfermedades traídas en los barcos provenientes de Europa, en particular viruela, gripe y lepra, diezmaron a la población de la isla, lo mismo que el uso de armas de fuego para resolver las diferencias tribales. Se calcula que la población indígena pasó de 50 000 habitantes antes de entrar en contacto con los europeos, a un total no superior a los 3700 a principios del siglo XX.

### Dominio alemán

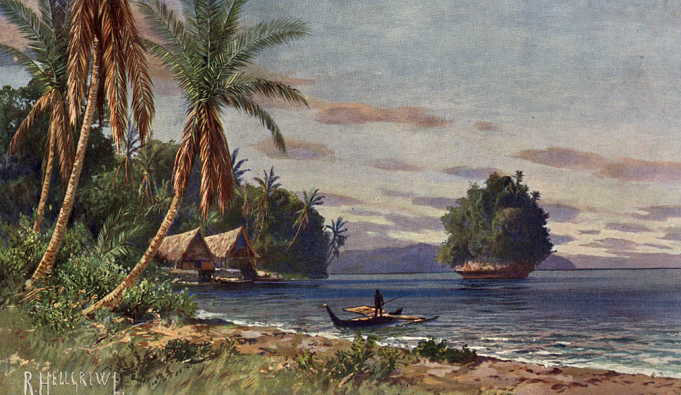
Poblado de Palaos representado por el pintor alemán Rudolf Hellgrewe.

Los intentos europeos por establecer contacto regular y comercial con las islas no comenzaron sino hasta el siglo XVIII, cuando los británicos a través de la Compañía de las Indias Orientales ejercieron influencia en la zona. Los contactos se remontan al año del desembarco de su Antelope, en 1783.
En 1885 el Imperio alemán ocupó algunas de las islas. Esto desencadenó una disputa con España, en la que medió el papa León XIII a favor de la segunda con algunas concesiones comerciales a los germanos.
Sin embargo, después de la derrota en la guerra hispano-estadounidense de 1898, en 1899 España las vendió al Imperio alemán junto con el resto de las islas Carolinas por 25 millones de pesetas. A modo de testimonio histórico de la ocupación alemana de Palaos se utilizó en el año 1899 un punzón circular que se estampó sobre monedas de 5 marcos, pesos filipinos del rey Alfonso XIII y táleros de María Teresa I de Austria. Esa contramarca contenía una leyenda que hacía referencia al emperador Guillermo II de Alemania (Kaiser Wilhelm II) y fecha 1899.
Durante el dominio alemán se comenzaron a extraer minerales como bauxita, fosfato y otros recursos. Las islas formaban parte del protectorado de Nueva Guinea Alemana.
La Administración alemana creó y explotó varias empresas mineras y varias plantaciones de copra. Además, quizá tan importante como el desarrollo económico, la Administración alemana comenzó a impulsar reformas sociales que incluían la reubicación de la población en pueblos más grandes y un gran número de proyectos de obras públicas, como la construcción de muelles y balizas de navegación. Los jóvenes fueron obligados a trabajar en las minas de fosfato de las islas Angaur y Beliliou, en las plantaciones de copra y en una zanja nunca terminada que atravesaba la parte más estrecha de la isla de Babeldaob, en lo que hoy es el estado de Ngaraard.

### Dominio japonés

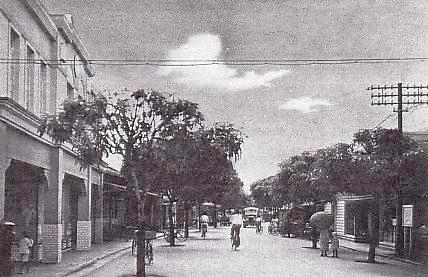
Koror durante el periodo de dominio colonial japonés.

En 1914, al comienzo de la Primera Guerra Mundial, de acuerdo con lo estipulado en la alianza anglo-japonesa, el Imperio del Japón ocupó las islas como movimiento militar de apoyo a su aliado, el Imperio británico.
Tras el fin del conflicto, Japón consiguió un mandato sobre el archipiélago tras la firma del Tratado de Versalles en 1919, que se extendió hasta la Segunda Guerra Mundial. Palaos era uno de los seis distritos del Mandato del Pacífico Sur, cuya administración encargó la Liga de Naciones al Imperio japonés.

La presencia del país asiático se caracterizó por un intenso programa de desarrollo económico, inmigración de coreanos y de japoneses de las islas Ryukyu, así como de la pesca de sarda y de la extracción de copra. También construyeron infraestructura para el transporte, terminando los pasos entre las islas de Koror (donde también desarrollaron la primera localidad urbana del archipiélago) y Pescadores y Ngerekebesang. Fueron asimismo los pioneros de la aviación del archipiélago, estableciendo las primeras rutas aéreas y construyendo los primeros aeropuertos, en Peleliu y Angaur. Desde el punto de vista religioso llevaron a Palaos el budismo y el sintoísmo. De este período data el Santuario Nan'yō.

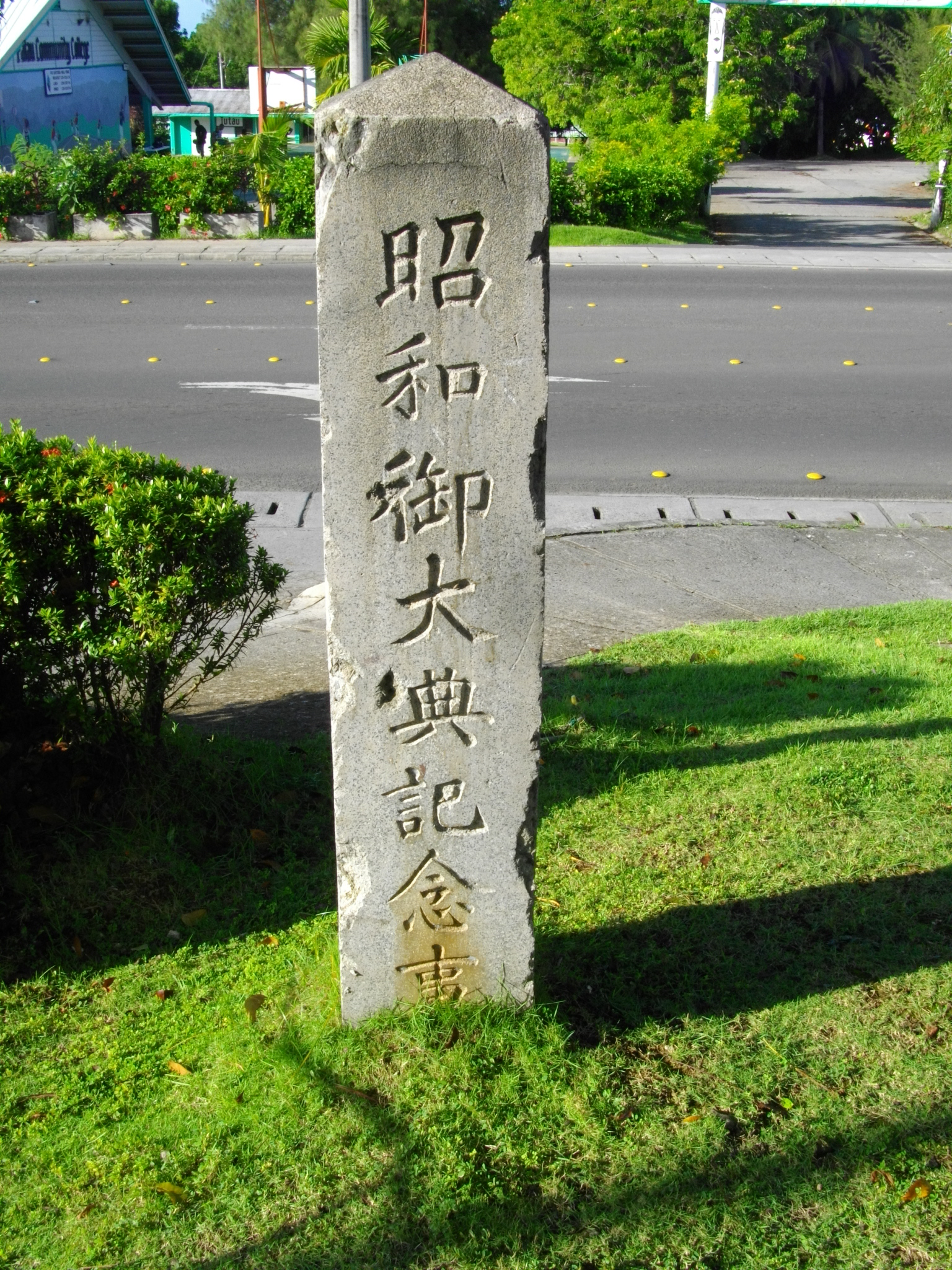
Cartel de un Parque en Palaos escrito en Japonés que significa "Conmemoración de la Entronización del Emperador Showa" (Hirohito)

Sin embargo, durante esas décadas la población original fue rápida y dramáticamente sobrepasada en cantidad por la de etnia japonesa. En efecto, si en 1920 había 5700 palauanos y 600 japoneses, en 1940 las proporciones se había invertido, pues mientras la población indígena era de 7000 personas, la nipona ascendía a 23 000.
Japón incorporó las islas como parte integrante de su imperio, estableciendo el gobierno de Nanyo-cho con la isla de Koror como capital. El control civil se introdujo a partir de 1922, y Palaos fue uno de los seis distritos administrativos del Mandato. Japón puso en marcha un agresivo programa de inmigración a gran escala de japoneses, okinawenses y coreanos. Los nativos de Palaos pronto se convirtieron en una pequeña minoría en su propia tierra. Los japoneses continuaron con las actividades mineras alemanas, y también establecieron plantas de enlatado de bonito (atún listado) y de procesamiento de copra en Palaos.
Las empresas comerciales japonesas se apresuraron a establecer operaciones para explotar el potencial económico de las islas, especialmente los abundantes recursos pesqueros y la recolección de perlas. Los japoneses establecieron un centro comercial en Koror y comenzaron a desarrollar una serie de plantaciones agrícolas en la isla de Babeldaob. Tras la Primera Guerra Mundial, el gobierno civil instituyó una serie de cambios importantes en la vida de Palaos. Los cambios incluyeron la creación de escuelas primarias para los palauanos y la construcción de sistemas modernos de agua y electricidad. Los informantes mayores recuerdan la administración japonesa como una época de orden en la que las cosas funcionaban bien. A pesar de las importantes mejoras en los servicios sociales para los palauanos, los japoneses tenían muy claro el papel y el estatus de los pueblos nativos en Micronesia. Los pueblos nativos debían ser ciudadanos de segunda clase y servir como fuente de mano de obra barata para las diversas empresas agrícolas y mercantiles.

### Dominio estadounidense
El 20 de septiembre de 1944, las tropas estadounidenses invadieron el territorio. En otoño de ese año, las islas fueron testigos de la batalla de Peleliu entre las fuerzas del Imperio del Japón y los Estados Unidos, muriendo en combate 11 000 soldados japoneses y 1700 estadounidenses.

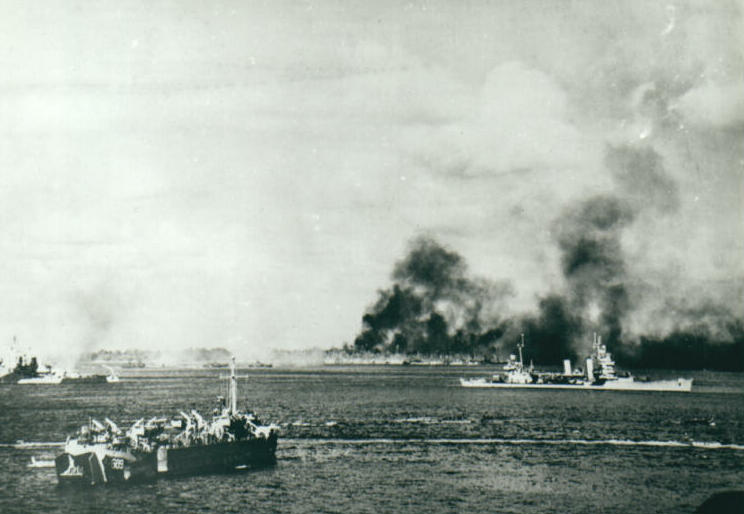
Batalla de Angaur.

La victoria de los Aliados puso fin al mandato que desde el final de la Primera Guerra Mundial había tenido el Imperio japonés sobre el archipiélago, tras lo cual disminuyó —hasta casi desaparecer— la entonces considerable presencia nipona en el territorio.
La población sufrió los rigores de la guerra, cuyos combates tuvieron el archipiélago como escenario durante cerca de dos años y medio. Aunque pocos palauanos murieron como consecuencia directa de una explosión o disparo, muchos fallecieron debido a la desnutrición y a las enfermedades resultantes de los enfrentamientos bélicos.
Los últimos meses de la guerra fueron sombríos. La aviación estadounidense surcaba los cielos en busca de objetivos para bombardear y ametrallar. La gran guarnición de soldados japoneses se quedó sin comida y se desesperó. Los locales recuerdan el terror de los ataques aéreos y de los soldados japoneses que tomaban los suministros de alimentos que ya eran escasos. El hambre y las enfermedades empezaron a hacer mella antes de la rendición y repatriación de las fuerzas japonesas.
Al final de la guerra del Pacífico, quedaban menos de cinco mil palauanos con vida, y muchas familias palauanas adoptaron a niños japoneses en su seno (a los que se les negó el pasaje de vuelta a Japón, ya que eran demasiado jóvenes para hacer el peligroso viaje). Todos los japoneses supervivientes fueron desalojados al final de la guerra. Todavía hay unos 100 militares estadounidenses que figuran como desaparecidos en acción en Palaos. Desde 1993, un pequeño grupo de voluntarios estadounidenses llamado The BentProp Project ha buscado en las aguas y selvas de Palaos información que pueda conducir a la identificación y recuperación de estos restos. El pueblo de Palaos, en reconocimiento de la hospitalidad humana básica que caracteriza a todos los pueblos de las islas de todo el planeta, permitió a los gobiernos japonés y estadounidense buscar a sus soldados desaparecidos, así como traer sus restos.
Desde 1947, Palaos y las Carolinas fueron puestas bajo tutela de la ONU que, a su vez, confió su administración a los Estados Unidos como parte del Territorio en Fideicomiso de las Islas del Pacífico, en donde fue integrada en 1951.
En 1967 el país se vio gravemente afectado, en particular Koror, por el paso del tifón Sally de categoría 2.

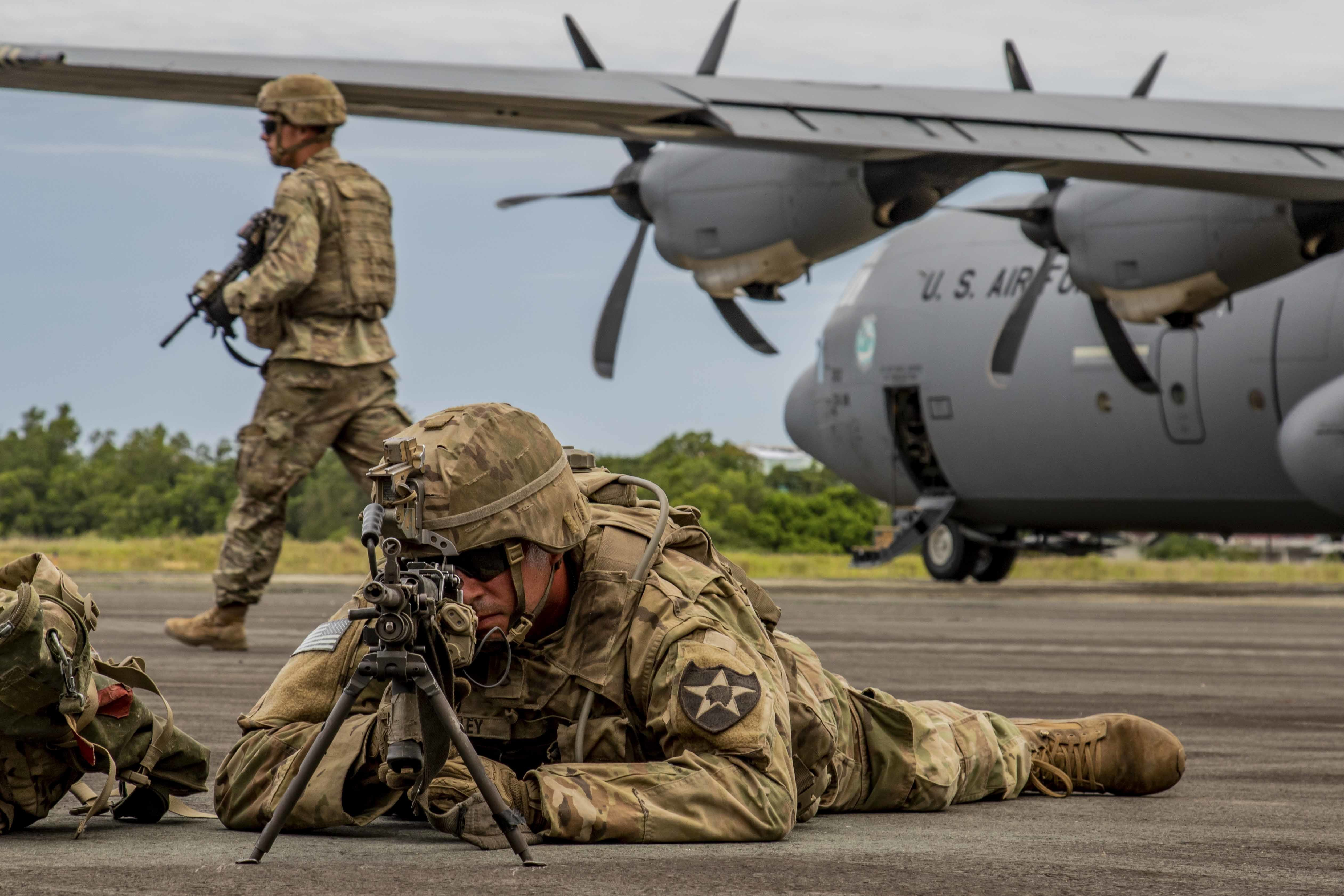
Tropas estadounidenses en Palaos realizando un ejercicio militar en 2019

A finales de los años 1960 se organizó en la región una comisión oficial para definir el estatus de Micronesia, con Lazarus Salii como presidente. En 1975, siendo presidente de la comisión homóloga para Palaos, Roman Tmetuchl se convierte en la primera figura política en abogar por la independencia total.
Los palauanos votaron en 1979 por no unirse a los Estados Federados de Micronesia, lo mismo que las Islas Marshall, y eligieron la independencia en 1981, teniendo como primer presidente a Haruo Remeliik. Ese año el país se aprobó su primera constitución política, respaldada por el voto positivo del 70 % de los electores, y se comenzaron las negociaciones dirigidas a establecer el tipo de unión que sostendrían Palaos y los Estados Unidos, en las cuales fue desde un principio muy polémico si podrían atracar o no en puertos palauanos barcos militares estadounidenses con armas nucleares. Los palauanos expresaron asimismo su temor de que el archipiélago fuese utilizado como terreno de prácticas militares.
El asesinato de Remeliik en 1985 por un desconocido y el posterior suicidio en 1988 del también presidente Lazarus Salii fueron dos eventos que traumatizaron la vida política del país durante ese período.

### Independencia
La independencia fue oficialmente declarada el 1 de octubre de 1994, teniendo como presidente a Kuniwo Nakamura. Ese año la nación fue aceptada en las Naciones Unidas. Desde entonces ha accedido a muchas otras organizaciones internacionales, y ha establecido relaciones diplomáticas con varios países de la región. La República de China es uno de sus socios más relevantes, tanto por el volumen del intercambio como por el significado político del reconocimiento palauano.
Ese mismo año, cuando el Departamento del Interior de los Estados Unidos dejó de ser el ente gubernamental del archipiélago, los gobiernos de ambos países acordaron firmaron un Tratado de Libre Asociación (COFA, por su sigla en inglés) similar al ya establecido entre el país americano con los Estados Federados de Micronesia y con la República de las Islas Marshall. Su texto se centra en los asuntos de gobierno, económicos y de defensa. En 1986 el tratado no se firmó porque la Constitución de Palaos prohíbe la presencia de barcos nucleares en las islas, y Estados Unidos no aceptó esta cláusula. En el referéndum realizado en 1993 finalmente se aprobó el Tratado.

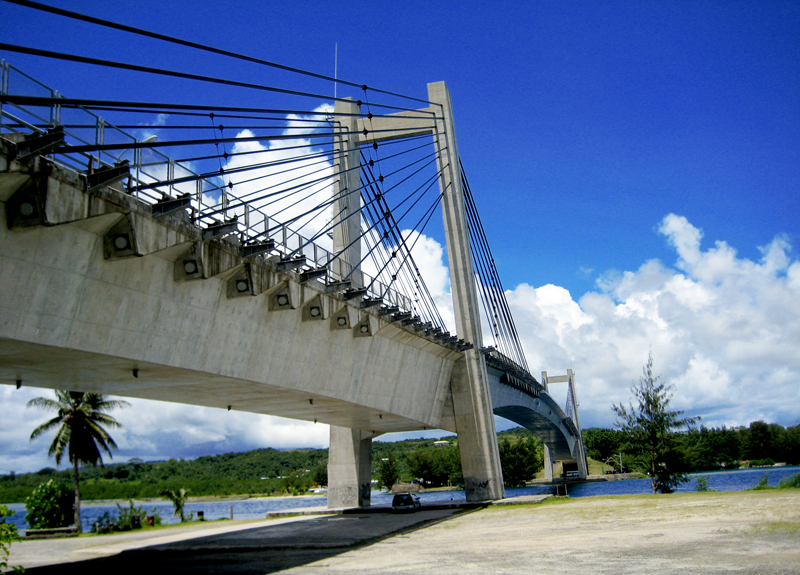
Puente de Koror-Babeldaob, o de la amistad palauano-japonesa, construido en 2002.

En septiembre de 1996 se derrumbó el Puente de Koror-Babeldaob, en un accidente durante el cual dos personas perdieron la vida. El evento debilitó terriblemente la economía nacional, pues la capital se vio aislada del aeropuerto internacional en Babeldaob, así como del resto del país. La mayoría de la población se vio afectada por deficiencias o la ausencia de servicios de agua, energía y telecomunicaciones. Para la construcción del nuevo puente, de tipo colgante, el gobierno japonés aportó 25 millones de dólares.
En 2003 Palaos firmó el Tratado de Prohibición Completa de los Ensayos Nucleares.
El 7 de octubre de 2006 el gobierno nacional se trasladó de la antigua capital Koror a la nueva sede de gobierno, Ngerulmud, un emplazamiento construido especialmente para servir como sede de gobierno, situado a 20 kilómetros al noroccidente en Babeldaob y a 2 kilómetros al noroccidente de la localidad de Melekeok propiamente dicha. Con tal fin construyó un conjunto de edificios de gobierno, entre los que destaca el Capitolio, por un costo de 23 millones de dólares.
El 4 de octubre se realizó la entrega oficial de la carretera del litoral, llamada Compact Road por provenir sus recursos del Tratado de Libre Asociación con Estados Unidos.

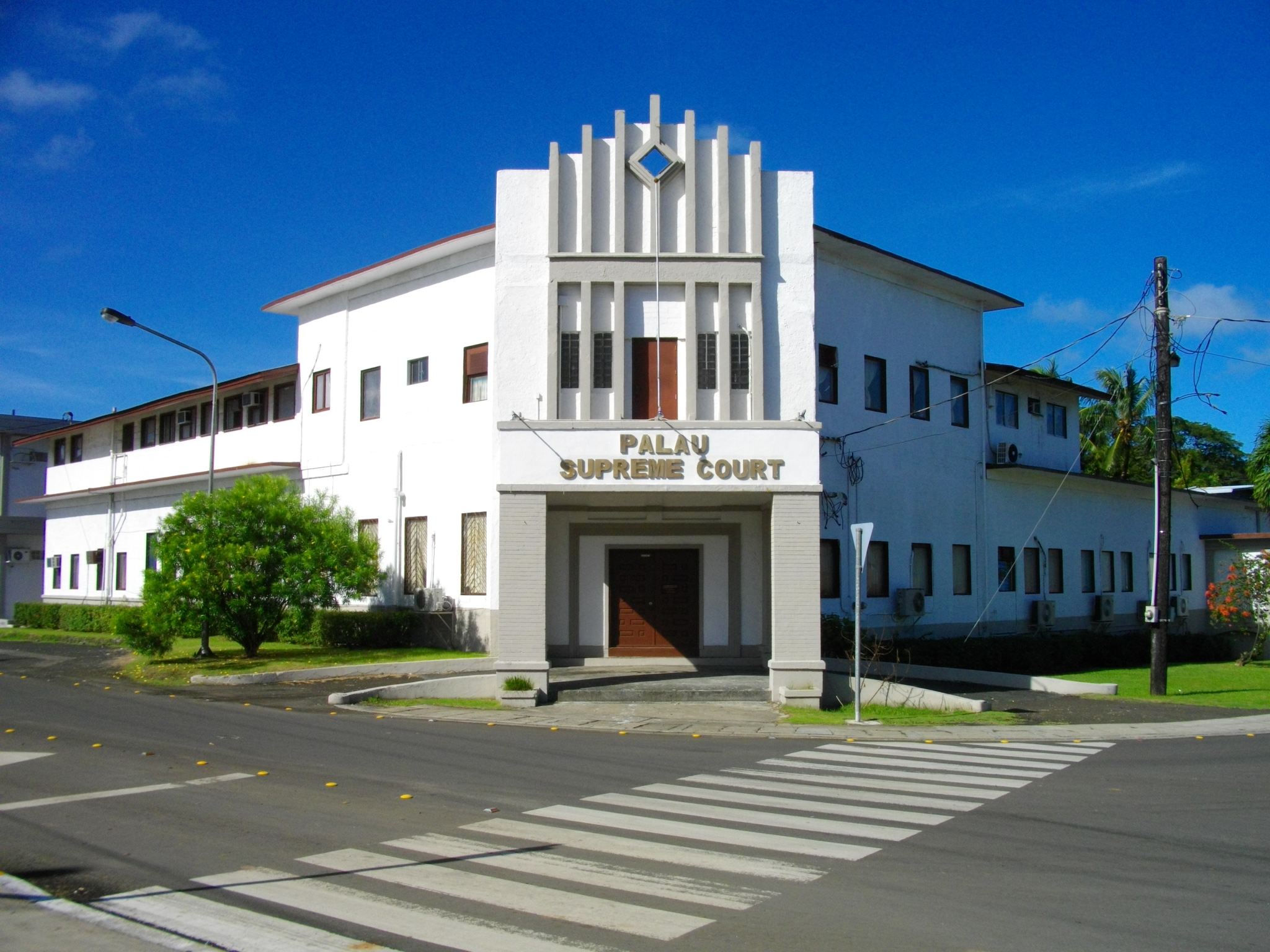
Edificio de la Antigua Corte Suprema de Palaos en Koror

## Gobierno y política
El país posee un tipo de gobierno constitucional, en asociación libre con los Estados Unidos, a través del Tratado de Libre Asociación. Dicho tratado entró en vigor el 1 de octubre de 1994, e implica la ayuda financiera de los Estados Unidos por periodos de 15 años, a cambio de ciertos derechos de defensa.

### Congreso Nacional de Palaos
El poder legislativo del país reside en el Congreso Nacional de Palaos un órgano bicameral electo directamente por el pueblo, este está compuesto por la Cámara de Delegados compuesta por 16 miembros y el Senado compuesto por 13 miembros.
Posee un sistema judicial fundamentado en una Corte Suprema.
A pesar de no estar prohibidos, no hay ningún partido político establecido en el país.

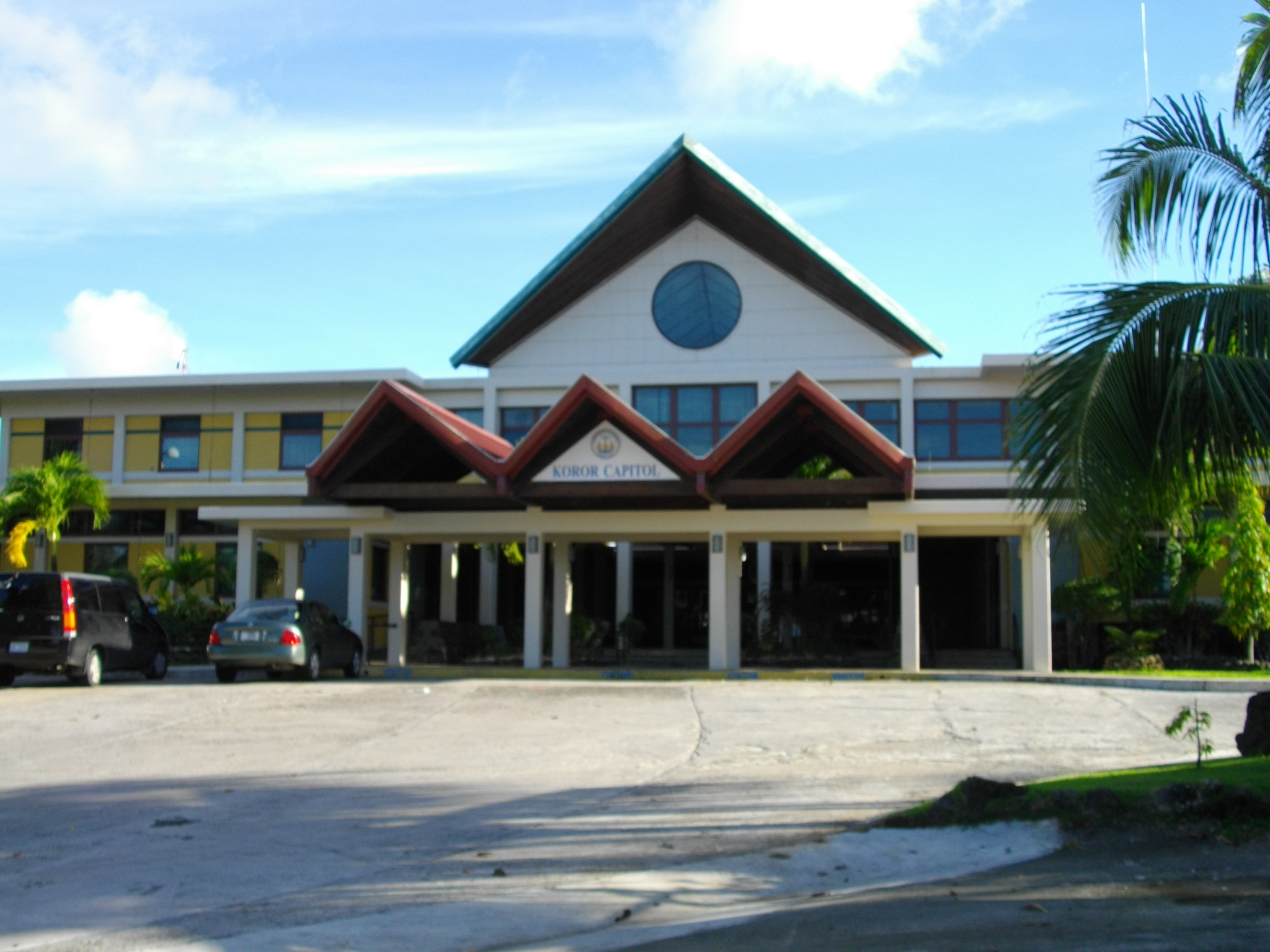
Edificio del gobierno del Estado de Koror uno de los que forma Palaos

### Presidente
El Presidente de Palaos, quien es jefe de Estado y de Gobierno. El ejecutivo de la República de Palaos está formado por un Presidente, un Vicepresidente y el Consejo de Jefes, compuesto por 16 miembros. Estos cuentan con los Ministros de la Administración para asistirles en sus funciones. El Consejo de Jefes está formado por los jefes de las dieciséis unidades administrativas. Este órgano asesora al Presidente sobre las costumbres relacionadas con la Constitución y las leyes. Los jefes de Eoueldaob (Koror) y Babeldaob (Melekeok) tienen una posición tradicionalmente destacada en este sentido.
El presidente es elegido para un mandato de cuatro años; después de dos mandatos consecutivos, el titular debe hacer una pausa de un mandato antes de volver a presentarse.
El actual mandatario, desde el 21 de enero de 2021, es Surangel Whipps Jr.

### Poder Judicial
El poder judicial está compuesto actualmente por un tribunal de primera instancia, un tribunal de apelación (la Audiencia Nacional) y un Tribunal Supremo, que también actúa como tribunal de apelación y tribunal constitucional.
Los llamados volúmenes "Krämer" de la expedición a los Mares del Sur de Hamburgo (1908-1910) del médico naval, antropólogo y etnólogo alemán Augustin Krämer (1864-1941) siguen siendo reconocidos hoy en día por los tribunales de Palaos como la única fuente auténtica en los conflictos territoriales y tribales. Los registros contenidos en cinco volúmenes son, a falta de registros escritos propios o de otros, la memoria codificada de la cultura y la identidad palauanas amenazadas por los modos de vida modernos. El Ministerio de Asuntos Exteriores alemán patrocinó una traducción al inglés de estos registros (Proyecto de Traducción Krämer) con la participación del Museo Etpison y el Museo Nacional de Palaos. El embajador alemán (en Filipinas, que se encarga de los contactos diplomáticos) presentó los primeros volúmenes al presidente en mayo de 2014.

### Relaciones internacionales
En tanto que es una nación soberana, Palaos dirige sus relaciones internacionales. Es miembro de las Naciones Unidas desde 1994 y en 1997 accedió al FMI. En 2006 fue sede de la primera Cumbre entre la República de China y sus aliados del Pacífico. Además, desde el periodo comprendido entre 1994 y 2006, Palaos ha establecido relaciones diplomáticas oficiales con 40 países, principalmente de Oceanía, Europa y América.
Palaos tiene una relación de Estado asociado, al igual que Estados Federados de Micronesia e Islas Marshall (como antiguos miembros del Territorio en Fideicomiso de las Islas del Pacífico). Este acuerdo no hace ciudadanos de los EE. UU. a los habitantes de estos países, pero sí les permitirían obtener permisos de trabajo indefinidos. Palaos es, además, un importante aliado de Estados Unidos en el Pacífico: desde 2004, junto a Estados Unidos e Israel, ha votado contra las resoluciones de las Naciones Unidas que condenaban el embargo estadounidense contra Cuba, si bien a partir de 2011 empezó a cambiar este voto negativo por la abstención. Además, Palaos expresó su apoyo a la invasión de Irak en 2003 por parte del ejército estadounidense y en junio de 2009 aceptaron a diecisiete prisioneros de la etnia uigur que se encontraban en el Centro de detención de Guantánamo. En lo económico, la mayoría de las relaciones diplomáticas giran en torno a los fondos aportados por el país americano, a través de la Oficina de Asuntos Insulares del Departamento del Interior de los Estados Unidos.

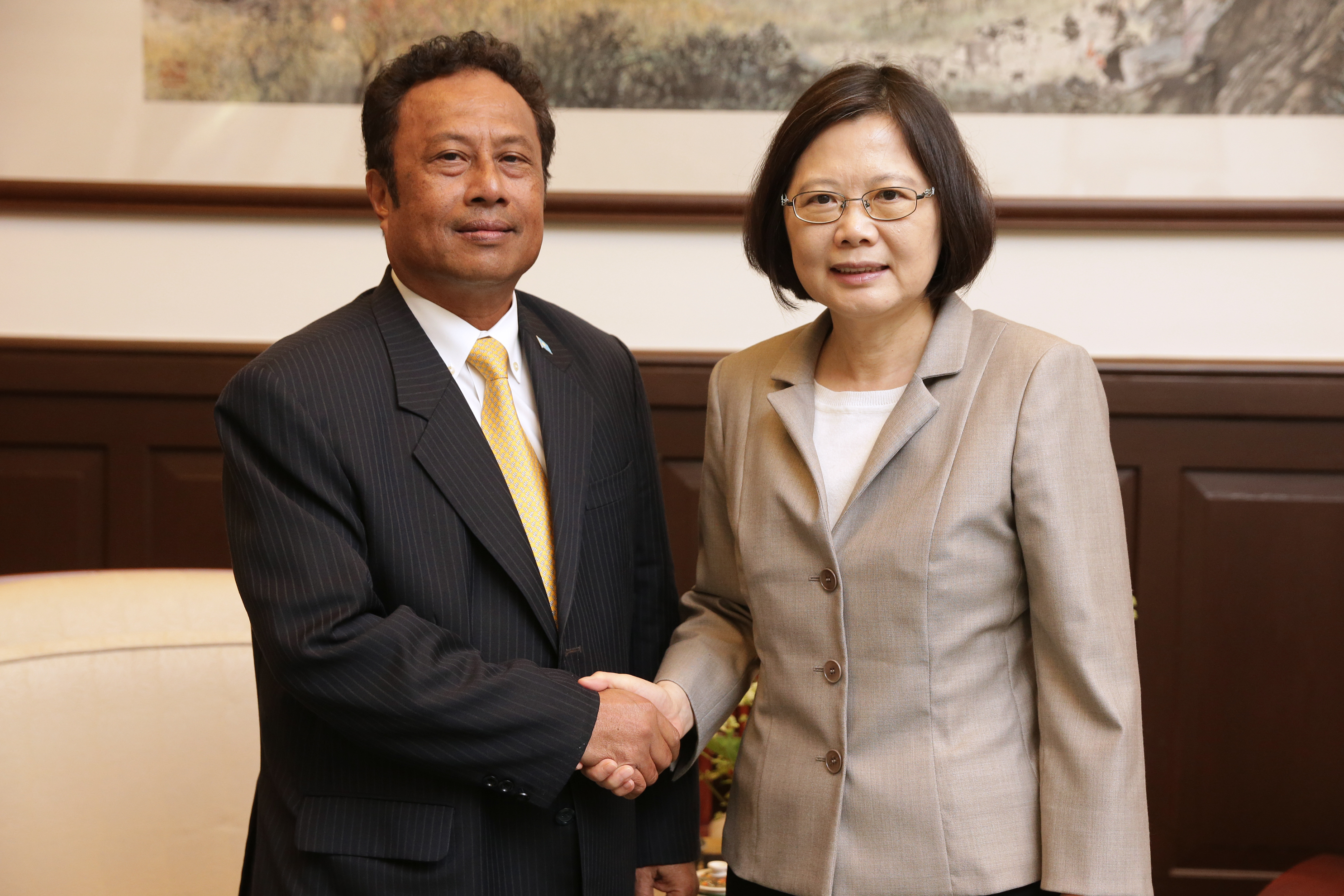
Thomas Remengesau, Jr., expresidente de Palaos, junto a Tsai Ing-wen, presidenta de la República de China.

Palaos ha mantenido estrechos lazos con Japón, que ha financiado proyectos de infraestructuras como el puente Koror-Babeldaob. En 2015, el emperador Akihito y la emperatriz Michiko visitaron Peleliu para conmemorar el 70.º aniversario de la Segunda Guerra Mundial.
Palaos es miembro del Acuerdo de Nauru para la Gestión de la Pesca.
Filipinas, aliado vecino de Palaos por el oeste, ha expresado su intención de respaldar a Palaos si alguna vez desea unirse a la ASEAN.
En junio de 2009, Palaos anunció que aceptaría hasta diecisiete uigures que habían sido detenidos por el ejército estadounidense en la bahía de Guantánamo[48], con alguna compensación estadounidense por el coste de su manutención.
Sólo uno de los uigures aceptó inicialmente el reasentamiento, pero a finales de octubre, seis de los diecisiete habían sido trasladados a Palaos. Se informó de que un acuerdo de ayuda con Estados Unidos, finalizado en enero de 2010, no estaba relacionado con el acuerdo con los uigures.
En 2017, Palaos firmó el Tratado de las Naciones Unidas sobre la Prohibición de las Armas Nucleares.

### Derechos humanos
En materia de derechos humanos, respecto a la pertenencia a los siete organismos de la Carta Internacional de Derechos Humanos, que incluyen al Comité de Derechos Humanos (HRC), Palaos ha firmado o ratificado:
| Palaos | Tratados internacionales    | Tratados internacionales  | Tratados internacionales    | Tratados internacionales  | Tratados internacionales  | Tratados internacionales    | Tratados internacionales    | Tratados internacionales    | Tratados internacionales  | Tratados internacionales    | Tratados internacionales  | Tratados internacionales | Tratados internacionales  | Tratados internacionales  | Tratados internacionales | Tratados internacionales    | Tratados internacionales | Tratados internacionales |
| --- | --------------------------- | ------------------------- | --------------------------- | ------------------------- | ------------------------- | --------------------------- | --------------------------- | --------------------------- | ------------------------- | --------------------------- | ------------------------- | --- | ------------------------- | ------------------------- | ------------------------ | --------------------------- | ------------------------ | ------------------------ |
| Palaos | CESCR                       | CESCR                     | CCPR                        | CCPR                      | CCPR                      | CERD                        | CED                         | CEDAW                       | CEDAW                     | CAT                         | CAT                       | CRC | CRC                       | CRC                       | CRC                      | MWC                         | CRPD                     | CRPD                     |
| Palaos | CESCR                       | CESCR-OP                  | CCPR                        | CCPR-OP1                  | CCPR-OP2-DP               | CERD                        | CED                         | CEDAW                       | CEDAW-OP                  | CAT                         | CAT-OP                    | CRC | CRC-OP-AC                 | CRC-OP-SC                 | CRC-OP-CP                | MWC                         | CRPD                     | CRPD-OP                  |
| Pertenencia | Firmado pero no ratificado. | Ni firmado ni ratificado. | Firmado pero no ratificado. | Ni firmado ni ratificado. | Ni firmado ni ratificado. | Firmado pero no ratificado. | Firmado pero no ratificado. | Firmado pero no ratificado. | Ni firmado ni ratificado. | Firmado pero no ratificado. | Ni firmado ni ratificado. | Palaos ha reconocido la competencia de recibir y procesar comunicaciones individuales por parte de los órganos competentes. | Ni firmado ni ratificado. | Ni firmado ni ratificado. | Sin información.         | Firmado pero no ratificado. | Firmado y ratificado.    | Firmado y ratificado.    |
| Firmado y ratificado, firmado, pero no ratificado, ni firmado ni ratificado, sin información, ha accedido a firmar y ratificar el órgano en cuestión, pero también reconoce la competencia de recibir y procesar comunicaciones individuales por parte de los órganos competentes. |                             |                           |                             |                           |                           |                             |                             |                             |                           |                             |                           | |                           |                           |                          |                             |                          |                          |

## Organización territorial

Mapa político de Palaos.

Palaos está dividida en dieciséis regiones administrativas, que son definidas en su constitución como estados. Cada estado tiene su propia constitución y en ellas se definen los papeles de los líderes tradicionales, como jefes, ancianos y/o clanes importantes. Son los siguientes:
| - Aimeliik - Airai - Angaur - Hatohobei - Kayangel - Koror - Melekeok - Ngaraard | - Ngarchelong - Ngardmau - Ngatpang - Ngchesar - Ngeremlengui - Ngiwal - Peleliu - Sonsoral |

## Geografía

Ubicación de Palaos en el océano Pacífico.

Palaos se sitúa en el océano Pacífico, en el extremo occidental de las islas Carolinas (región de Micronesia), cerca del límite entre Asia y Oceanía, perteneciendo a este último continente. Se encuentra a 650 km al norte de Papúa Nueva Guinea, a 890 km al oriente de las Filipinas, a 1330 km al suroccidente de Guam y a cerca de 3200 km al sur de Tokio.
Este estado insular está bañado por el mar de Filipinas al occidente, y limita marítimamente con las islas Marianas al nororiente, los Estados Federados de Micronesia al oriente, Indonesia al sur y las Filipinas al occidente. La única verdadera ciudad de Palaos es Koror, aunque su capital es Ngerulmud. Otras localidades relevantes son Airai, Kloulklubed, Meyungs y Melekeok. El punto más alto del país se encuentra en la isla de Koror y se sitúa a 628 m s. n. m. Por su parte, el más bajo en Babeldaob se encuentra a 242 m s. n. m.

### Islas
Palaos es un archipiélago con una superficie de 459 km², compuesto por 340 islas de origen volcánico y calizo de las cuales solo 9 están habitadas. En su conjunto, el litoral palauano tiene 1.519 km de extensión. Las más importantes son Angaur, Babeldaob, Koror y Peleliu, que se encuentran muy cerca unas de otras en la misma barrera de coral. Babeldaob es la mayor y la más importante de las islas. Está constituida principalmente por andesita y por sí misma representa el 80 % de la superficie total del país. Allí se encuentran diez de los dieciséis estados del país, el aeropuerto internacional Roman Tmetuchl y la capital Ngerulmud. Está unida por el puente de Koror–Babeldaob con la isla de Koror. La isla de Koror junto con las islas Chelbacheb, conforman el Estado de Koror, donde se encuentra la ciudad homónima y antigua capital del país.
Al norte de estas islas, se encuentra el atolón de coral de Kayangel, mientras que las deshabitadas Islas Roca (alrededor de 70 islas) están situadas al oeste del grupo principal de las islas.

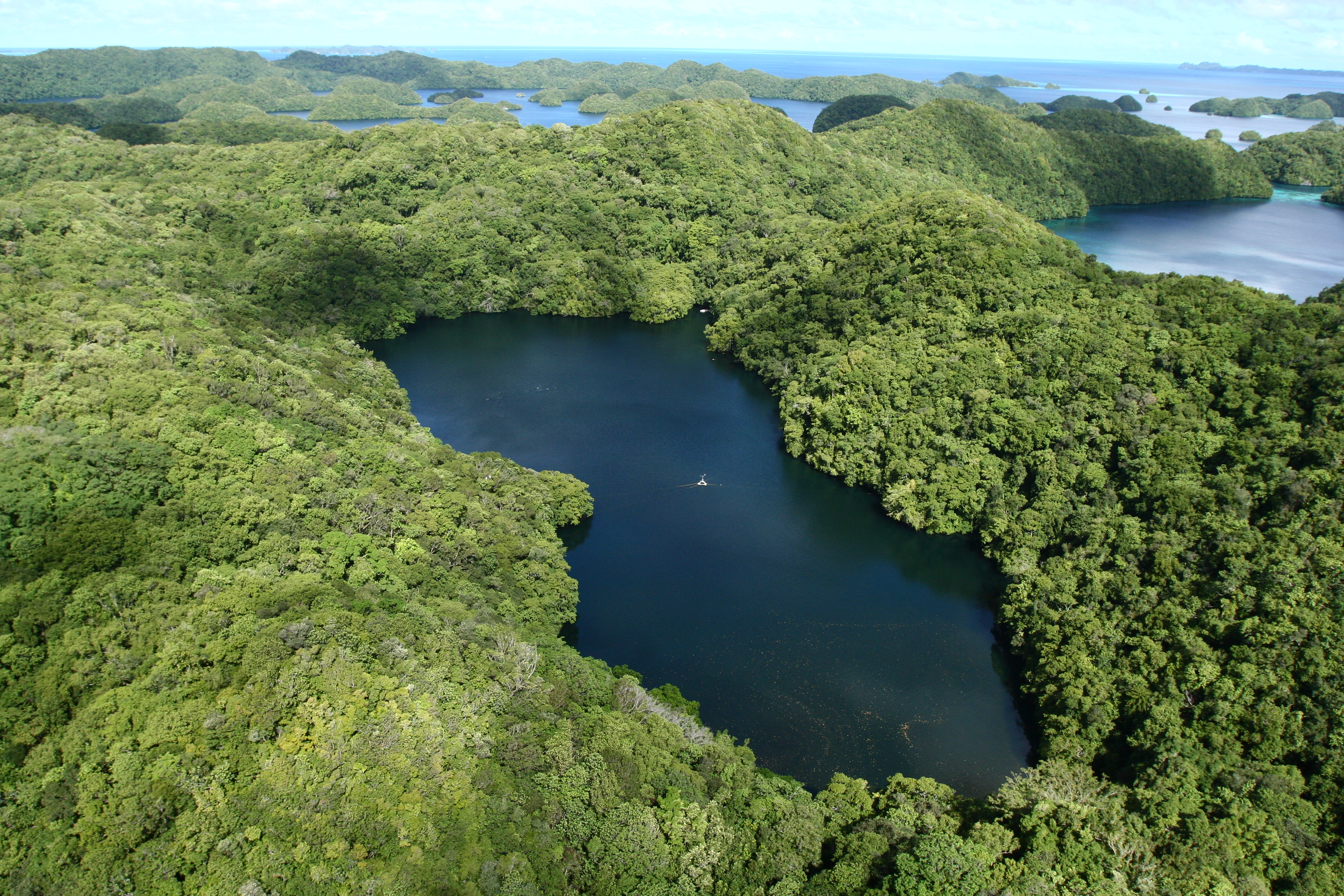
Vista aérea del lago de las Medusas en Eil Malk.

Un grupo remoto de seis islas, llamado como las Islas del Sudoeste, que se encuentran a 600 km de las islas principales, también son parte del país.

### Clima
Palaos disfruta un clima tropical durante todo el año con una temperatura promedio anual de 27 °C. La humedad es bastante estable y se sitúa entre el 77 % y el 84 %. Las lluvias pueden ocurrir durante todo el año, aunque existe una temporada lluviosa que va de mayo a noviembre. El promedio anual es de casi 3800 mm. De diciembre a marzo prevalecen los vientos del noroeste, y de junio a octubre el monzón. Los tifones son raros, pues el país está fuera de su zona de influencia.
Desde el punto de vista geológico el país se encuentra en la Placa filipina, a tan solo 30 km de la Placa Pacífica. Sin embargo, es muy raro que el país sufra terremotos.
Debido al cambio climático se espera que los siguientes años la temperatura del aire en superficie y la temperatura de la superficie del mar está aumentando, las precipitaciones medias anuales y estacionales muestren un aumento de las precipitaciones y se prevé que la intensidad y la frecuencia de los días de calor extremo aumenten.

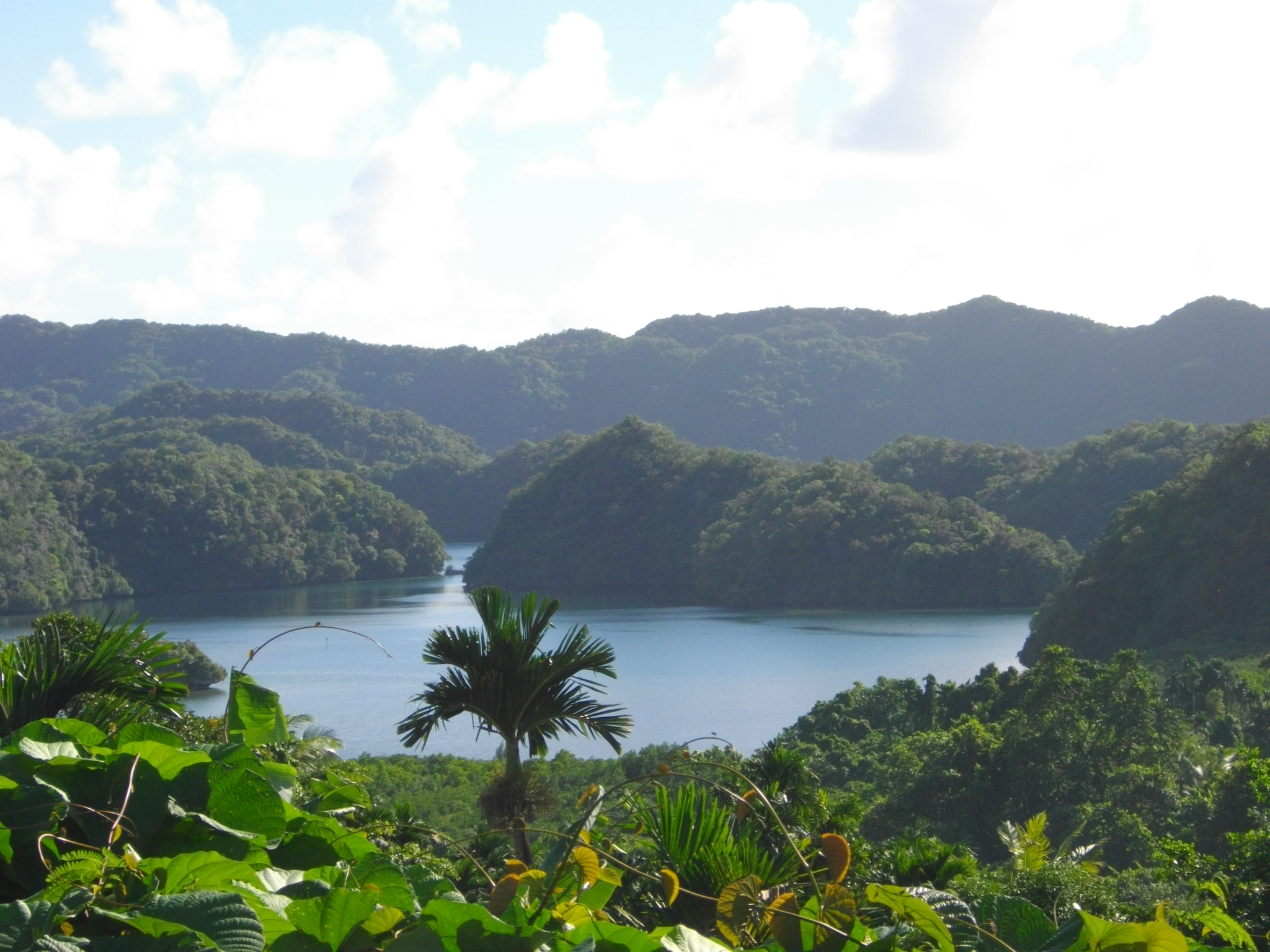
Bahía de Iwayama, Palaos

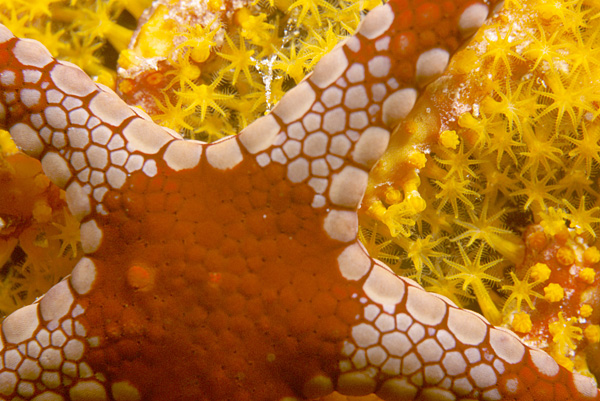
Un estrella de mar Fromia monilis en las Islas Palaos

Palaos cuenta con cinco estaciones de observación meteorológica operativas. Se realizan múltiples observaciones en un periodo de 24 horas en Koror y en el aeropuerto internacional de Palaos. Las observaciones climáticas se realizan una vez al día en Kayangel, Nekken y Peleliu. Se dispone de datos para Koror desde 1948 para las precipitaciones y desde 1953 para la temperatura del aire. La variabilidad interanual de las precipitaciones en Koror es alta y está influenciada principalmente por El Niño y la Oscilación del Sur (ENSO). Por lo general, los años de El Niño son más secos que la media y los años de La Niña son más húmedos.
| Parámetros climáticos promedio de Islas de Palaos (1961–1990) | Parámetros climáticos promedio de Islas de Palaos (1961–1990) | Parámetros climáticos promedio de Islas de Palaos (1961–1990) | Parámetros climáticos promedio de Islas de Palaos (1961–1990) | Parámetros climáticos promedio de Islas de Palaos (1961–1990) | Parámetros climáticos promedio de Islas de Palaos (1961–1990) | Parámetros climáticos promedio de Islas de Palaos (1961–1990) | Parámetros climáticos promedio de Islas de Palaos (1961–1990) | Parámetros climáticos promedio de Islas de Palaos (1961–1990) | Parámetros climáticos promedio de Islas de Palaos (1961–1990) | Parámetros climáticos promedio de Islas de Palaos (1961–1990) | Parámetros climáticos promedio de Islas de Palaos (1961–1990) | Parámetros climáticos promedio de Islas de Palaos (1961–1990) | Parámetros climáticos promedio de Islas de Palaos (1961–1990) |
| Mes                                                           | Ene.                                                          | Feb.                                                          | Mar.                                                          | Abr.                                                          | May.                                                          | Jun.                                                          | Jul.                                                          | Ago.                                                          | Sep.                                                          | Oct.                                                          | Nov.                                                          | Dic.                                                          | Anual                                                         |
| ------------------------------------------------------------- | ------------------------------------------------------------- | ------------------------------------------------------------- | ------------------------------------------------------------- | ------------------------------------------------------------- | ------------------------------------------------------------- | ------------------------------------------------------------- | ------------------------------------------------------------- | ------------------------------------------------------------- | ------------------------------------------------------------- | ------------------------------------------------------------- | ------------------------------------------------------------- | ------------------------------------------------------------- | ------------------------------------------------------------- |
| Temp. máx. media (°C)                                         | 30.6                                                          | 30.6                                                          | 30.9                                                          | 31.3                                                          | 31.4                                                          | 31.0                                                          | 30.6                                                          | 30.7                                                          | 30.9                                                          | 31.1                                                          | 31.4                                                          | 31.1                                                          | 31                                                            |
| Temp. media (°C)                                              | 27.3                                                          | 27.2                                                          | 27.5                                                          | 27.9                                                          | 28.0                                                          | 27.6                                                          | 27.4                                                          | 27.5                                                          | 27.7                                                          | 27.7                                                          | 27.9                                                          | 27.7                                                          | 27.6                                                          |
| Temp. mín. media (°C)                                         | 23.9                                                          | 23.9                                                          | 24.1                                                          | 24.4                                                          | 24.5                                                          | 24.2                                                          | 24.1                                                          | 24.3                                                          | 24.5                                                          | 24.4                                                          | 24.4                                                          | 24.2                                                          | 24.2                                                          |
| Precipitación total (mm)                                      | 271.8                                                         | 231.6                                                         | 208.3                                                         | 220.2                                                         | 304.5                                                         | 438.7                                                         | 458.2                                                         | 379.7                                                         | 301.2                                                         | 352.3                                                         | 287.5                                                         | 304.3                                                         | 3758.3                                                        |
| Días de precipitaciones (≥ 1 mm)                              | 19.0                                                          | 15.9                                                          | 16.7                                                          | 14.8                                                          | 20.0                                                          | 21.9                                                          | 21.0                                                          | 19.8                                                          | 16.8                                                          | 20.1                                                          | 18.7                                                          | 19.9                                                          | 224.6                                                         |
| Horas de sol                                                  | 198.4                                                         | 194.9                                                         | 244.9                                                         | 234.0                                                         | 210.8                                                         | 168.0                                                         | 186.0                                                         | 176.7                                                         | 198.0                                                         | 179.8                                                         | 183.0                                                         | 182.9                                                         | 2357.4                                                        |
| Fuente: Hong Kong Observatory,                                |                                                               |                                                               |                                                               |                                                               |                                                               |                                                               |                                                               |                                                               |                                                               |                                                               |                                                               |                                                               |                                                               |

### Fauna y flora
Palaos tiene el mayor número de especies de animales y plantas de Micronesia. Las islas de origen volcánico son fértiles y cubiertas por espesos bosques. Estas son las más grandes y se caracterizan por una selva de grandes terrazas y pastizales, mientras que las pequeñas son de piedra caliza y con escasa o nula vegetación. Las islas del sur están formadas por los arrecifes de coral. El archipiélago tiene una rica diversidad biológica, especialmente en relación con el medio ambiente marino.
Como muchas otras islas oceánicas, posee numerosos endemismos, algunos de los cuales están seriamente amenazados. La constante llegada de especies invasoras, además de la destrucción del hábitat, son las principales amenazas para la vida salvaje palauana.
La vida marina presenta una fauna muy rica y balanceada, que se ha visto favorecida por la cercanía con los diferentes sistemas biológicos de Indonesia, Nueva Guinea y Filipinas. En sus aguas hay gran cantidad de corales, peces, caracoles, almejas, calamares, pepinos, estrellas, erizos y anémonas de mar, lo mismo que diferentes tipos de anélidos e incluso gusanos Bobbit.
El 25 de septiembre de 2009, el presidente Johnson Toribiong anunció en la Asamblea General de las Naciones Unidas la creación del primer "santuario tiburones" del mundo, por el cual Palaos ha prohibido la pesca comercial de tiburones en un área de 600 000 kilómetros cuadrados de océano, incluyendo su Zona Económica Exclusiva. Toribiong también pidió medidas de protección internacional contra la pesca de tiburones. Dos especies de medusa habitan el famoso y pintoresco lago de las Medusas en la isla de Eil Malk: Mastigias papua y Aurelia aurita
Entre la fauna terrestre, se encuentran 5 especies de moluscos terrestres del género Aaadonta que son endémicas de Palaos: A. kinlochi, A. irregularis, A. fuscozonata, A. constricta y A. pelewana. 
En cuanto a la flora, existen en Palaos unas 1260 especies y variedades de plantas, 830 de las cuales son nativas, como el bejuco de playa, el pino australiano, el pandanus así como varias especies de palmas y de helechos.

### Medioambiente

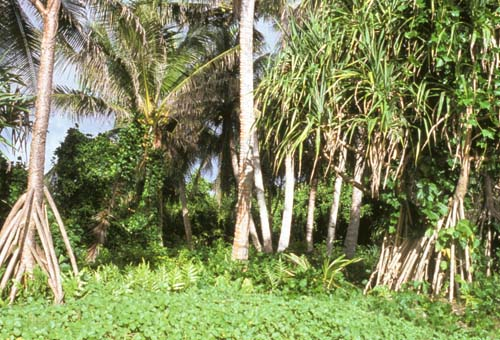
Pandanus en la isla de Merir.

La mayor parte del territorio no presenta peligros ambientales. Sin embargo, en algunas áreas se concentran graves amenazas y daños como la pesca con dinamita, malos sistemas de evacuación de basuras en Koror, y gran dragado de corales y de arena en la laguna de las islas Chelbacheb.
Como en otras naciones insulares del Pacífico, una gran amenaza potencial es el calentamiento global y la consecuente subida del nivel del mar.
El país tiene asimismo problemas por la escasez de agua dulce y de tierra arable. También se encuentra en una zona de riesgo de terremotos, erupciones volcánicas, y tormentas tropicales. El tratamiento de las aguas negras, los residuos tóxicos y los biocidas son asimismo problemas importantes.
Debido a las quemas y a las fuertes lluvias (3800 mm anuales), la erosión es asimismo un problema importante.

### Geología y Geomorfología
Las islas Palaos están compuestas principalmente por roca volcánica en el centro y piedra caliza en el anillo que las rodea. Forman parte de la larga cadena de islas volcánicas que se formó a lo largo de la gran frontera tectónica en la que la Placa del Pacífico se sumerge bajo la Placa de Filipinas, formando la Fosa de las Marianas con el punto más bajo de la Tierra. En el curso de este movimiento tectónico, el magma llegó a la superficie de la tierra y formó volcanes.

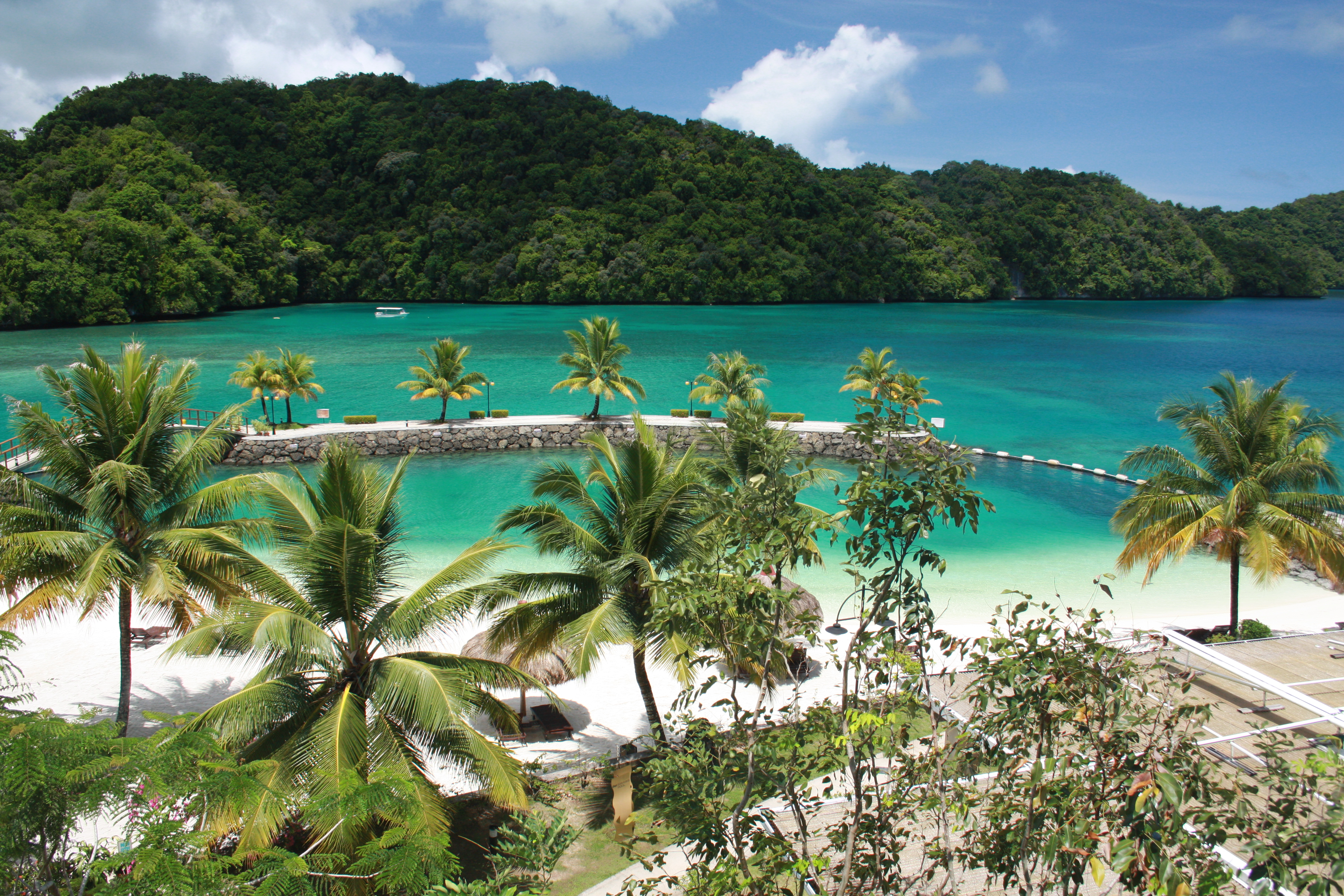
Paisaje de Koror, Palaos

Uno de estos volcanes tenía su centro en la zona ahora llamada Karamado, en la isla principal de Palaos, Babeldaob. La brecha y la toba incrustada en ella todavía pueden encontrarse en la superficie allí hoy. El material erosionado de las zonas insulares más altas se acumuló en las costas planas del sureste en forma de arcilla laterítica, que puede tener más de 45 metros de espesor. Este núcleo volcánico está formado por las islas de Babeldaob, Meiuns, Malakal y parte de Koror. Estos están disecados en la superficie en valles y montañas de hasta 270 metros de altura.
Tras la extinción del volcán, los corales se asentaron en las aguas costeras poco profundas de la isla volcánica, crecieron hasta 2 cm por año y formaron un arrecife de coral en el Mioceno y el Pleistoceno. Debido al descenso del nivel del mar provocado por las épocas glaciares, así como a los continuos movimientos continentales, estos arrecifes se han elevado unos 2 m en los últimos 4.000 años y, por tanto, se han levantado parcialmente fuera del agua. Por ello, la mayoría de las islas del norte y del sur o de los alrededores de la zona volcánica son atolones de piedra caliza coralina, que se encuentran a pocos metros sobre el nivel del mar y están encerrados por una barrera de coral. Llaman la atención los escarpados acantilados de las "Islas de la Roca" en el sur, interrumpidos por algunas playas de arena calcárea. La base de muchas de las islas ha sido ahuecada, principalmente por las mareas, dando lugar a la típica forma de seta actual.

## Economía
La economía consiste principalmente en el turismo, la agricultura de subsistencia, y la pesca. El gobierno es el principal empleador de la fuerza de trabajo, suministrando el 30% de los puestos del país. La moneda oficial es el dólar estadounidense y, en general, su economía es altamente dependiente de la ayuda financiera de los Estados Unidos. De hecho, el país carece de banco central.
La emisión de sellos postales, principalmente destinado al coleccionismo filatélico, es también una importante fuente de ingreso para su economía.

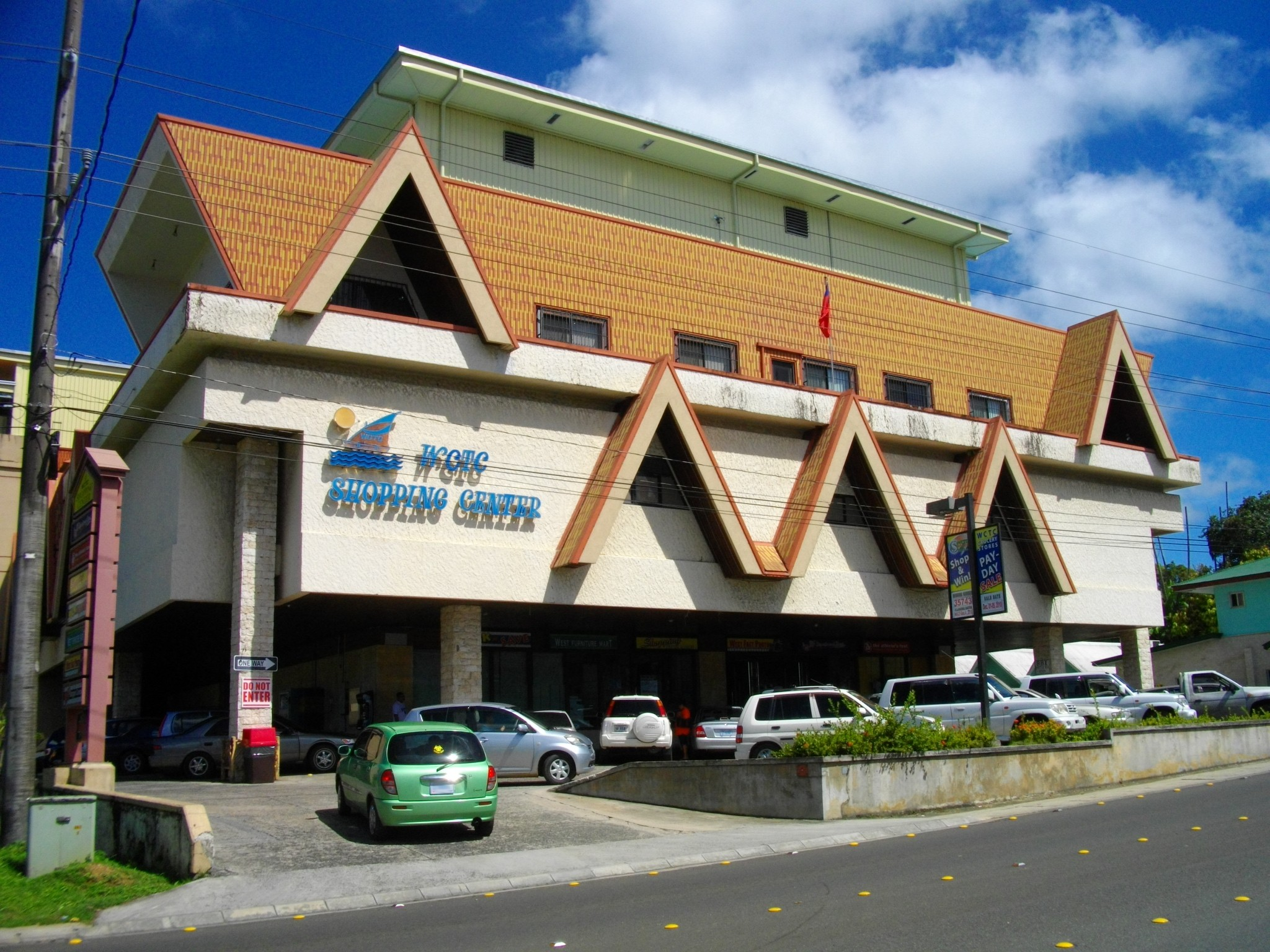
Un Centro Comercial en Palaos

Por el Tratado de Libre Asociación con los Estados Unidos, Palaos ha recibido más de 450 millones de dólares desde 1994, cuando entró en vigor, a cambio de permitir la instalación de puestos militares en su territorio. El tratado ha sido renovado en varias ocasiones, la última en 2004. Su validez expira el 1 de octubre de 2009.
La población disfruta de un ingreso per cápita dos veces mayor que el de Filipinas y gran parte de Micronesia. De hecho su PIB per cápita de 5.800 dólares es uno de los más altos de la región. Entre 1998 y 1999 los resultados económicos fueron negativos debido a la Crisis financiera asiática de 1997.
Las visitas por negocios y turismo llegaron a 50.000 en el año financiero 2000/2001. Las principales actividades son el buceo y el esnórquel, que permiten apreciar el rico fondo marino del archipiélago. En 1997 el número de visitantes fue de 67.000 personas, provenientes principalmente de Japón, Taiwán y los Estados Unidos.
Algunas propuestas a largo plazo en el sector público turístico se han visto favorecidas por la expansión del transporte aéreo en el Pacífico, la creciente prosperidad de los países líderes del este de Asia, y la voluntad de los extranjeros por financiar el desarrollo de la infraestructura.
La construcción es la principal actividad industrial, contribuyendo al 9% del PIB. Varios proyectos de infraestructura. Dentro de los proyectos que impulsaron el crecimiento en los años noventa se destacan la reconstrucción del puente que conecta las islas de Koror y de Babeldaob tras su derrumbe en 1996 y la construcción de una autopista circunvalar en Babeldaob.

### Agricultura y pesca
La agricultura es la forma de economía más común en Palaos y es principalmente autosuficiente; los cultivos más importantes son la yuca, la copra, los plátanos y las batatas y los cocoteros.
La industria pesquera es de gran importancia para la economía de Palaos y una importante fuente de ingresos. En 2007, había tres grandes empresas pesqueras en Palaos[49]. En 2007, se capturaron 1003 toneladas de pescado, se importaron 461 toneladas y se exportaron 332 toneladas. Con 460 empleados, la industria pesquera obtuvo unos ingresos de 24,1 millones de dólares. Los problemas a los que se enfrenta la industria pesquera son la migración de los peces, los huracanes y la sobrepesca.

### Comercio
Su volumen de importaciones es de 99.000.000 de dólares anual, siendo sus principales proveedores los Estados Unidos, Guam, Japón, Singapur y Corea del Sur; países de los cuales adquiere principalmente maquinaria, bebidas y alimentos. Su volumen de exportaciones es de 18.000.000 de dólares anual, los principales destinatarios son Estados Unidos, Japón y Singapur, siendo sus principales productos atún, copra, mariscos y cocos. Los socios comerciales más importantes son Estados Unidos, Guam, Japón, Singapur, Taiwán y Corea. Los bienes de importación más importantes son la maquinaria, el petróleo, el tabaco, los animales, el metal y los alimentos y bebidas alcohólicas.

### Turismo

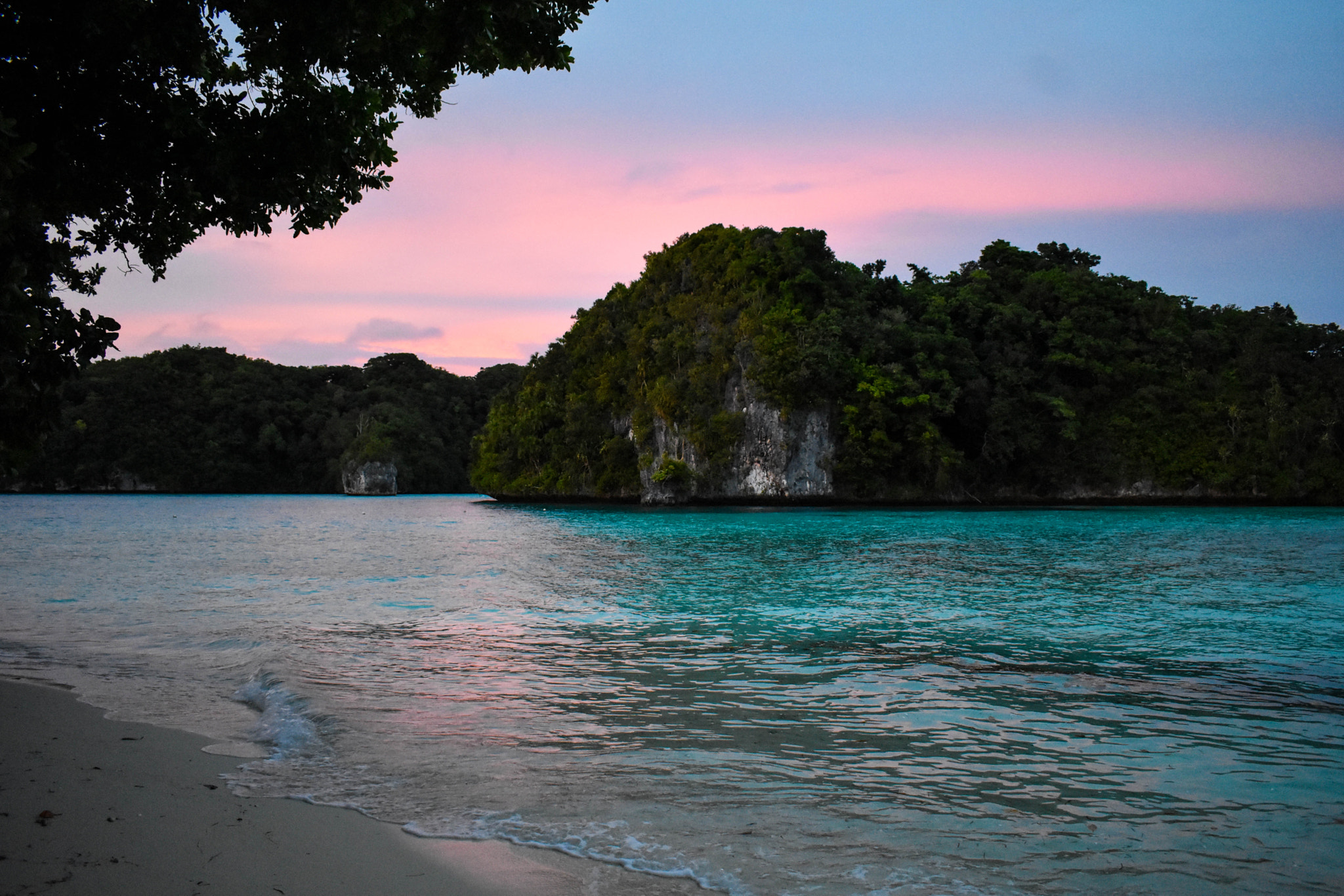
Atardecer en una playa de las Islas Palaos

El turismo en Palaos todavía no está muy desarrollado. La mayoría de los aproximadamente 100.000 (en 2011) turistas al año proceden de Estados Unidos, Japón, Corea del Sur, Taiwán y Filipinas. Sólo hay pequeños complejos de búngalos y apartamentos, así como pequeños hoteles en Koror y en otras islas. El buceo y el snorkel son oportunidades deportivas frecuentes para los turistas en Palaos. La revista de buceo Forbes Traveller eligió Blue Corner, en Palaos, como el "mejor lugar de buceo del mundo". Sin embargo, debido a las corrientes, especialmente en el arrecife exterior, el buceo en Palaos requiere conocimientos avanzados.
Hasta la década de 1990, existía el Hotel Nikko Palau, gestionado por una filial de Japan Airlines, pero cerró en 2002 debido a su envejecimiento y a los daños causados por los tifones. El Palau Royal Resort, operado por la misma JAL Hotels (ahora Okura Nikko Hotel Management), abrió en 2005 (propiedad de una empresa taiwanesa). Pacific Islands Development Corporation, una filial de Tokyu Land Corporation, explota el Palau Pacific Resort (inaugurado en 1984).
Además de la belleza del mar y los arrecifes de coral, el buceo también es popular, ya que se muestran barcos y aviones hundidos durante la Segunda Guerra Mundial, y hay muchas tiendas de buceo y se organizan excursiones de buceo desde Japón y otros países. También hay una serie de islas periféricas cerca de la isla principal, entre ellas la isla Inoki, comúnmente conocida como "isla Inoki", cuyo propietario honorífico es el antiguo luchador profesional Antonio Inoki, y que alberga un gran número de conchas de mantis gigantes protegidas de gran tamaño.

## Demografía

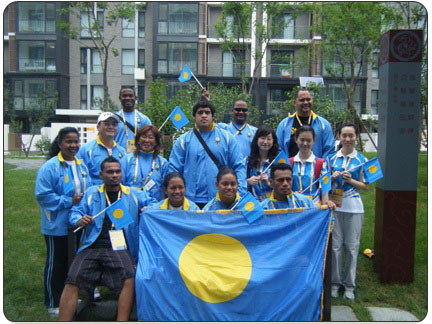
Equipo nacional en los Juegos Olímpicos de Pekín 2008.

La población de Palaos es aproximadamente de 19.000 habitantes, lo que lo convierte en un uno de los países menos poblados del mundo. El mayor grupo étnico del archipiélago lo constituyen los nativos palauanos, de origen melanesio, que representan más del 70 % de la población total. Hay inmigrantes de micronesia, polinesia, Filipinas y Europa. La única minoría es la que constituyen los habitantes de las Islas del Sudoeste, cuyas lengua y cultura son diferentes de las del resto del país, remontándose su origen a migrantes desde Sonsorol hasta Ulithi, al nororiente de Yap.
Un cambio importante de las últimas décadas consiste en el fuerte incremento de extranjeros, pasando del 4% en 1973 al 25,5% en 1995. La mayor comunidad está constituida por los filipinos (2.654 trabajadores y sus allegados), seguidos por otros asiáticos (738), estadounidenses (535) y otros micronesios (467). En 1999, sin embargo, el número de trabajadores asiáticos se había incrementado a 5.250. Según el censo de 2000, la población de Palaos se distribuía en estas nacionalidades:
| Nacionalidad            | Porcentaje |
| ----------------------- | ---------- |
| Palauanos (melanesios)  | 69,9%      |
| Filipinos               | 15,3%      |
| Japoneses               | 4,9%       |
| Otros asiáticos         | 2,4%       |
| blancos                 | 1,9%       |
| Micronesios (carolinos) | 1,4%       |
| Otros micronesios       | 1,1%       |
| Otros grupos            | 3,2%       |

En 1970, la población se estimaba en más de 10.000 personas, con más de 2.500 emigrantes en el extranjero, y desde ese año se han producido cientos de migraciones al extranjero. La migración al extranjero a gran escala comenzó especialmente después de 1972.

### Educación

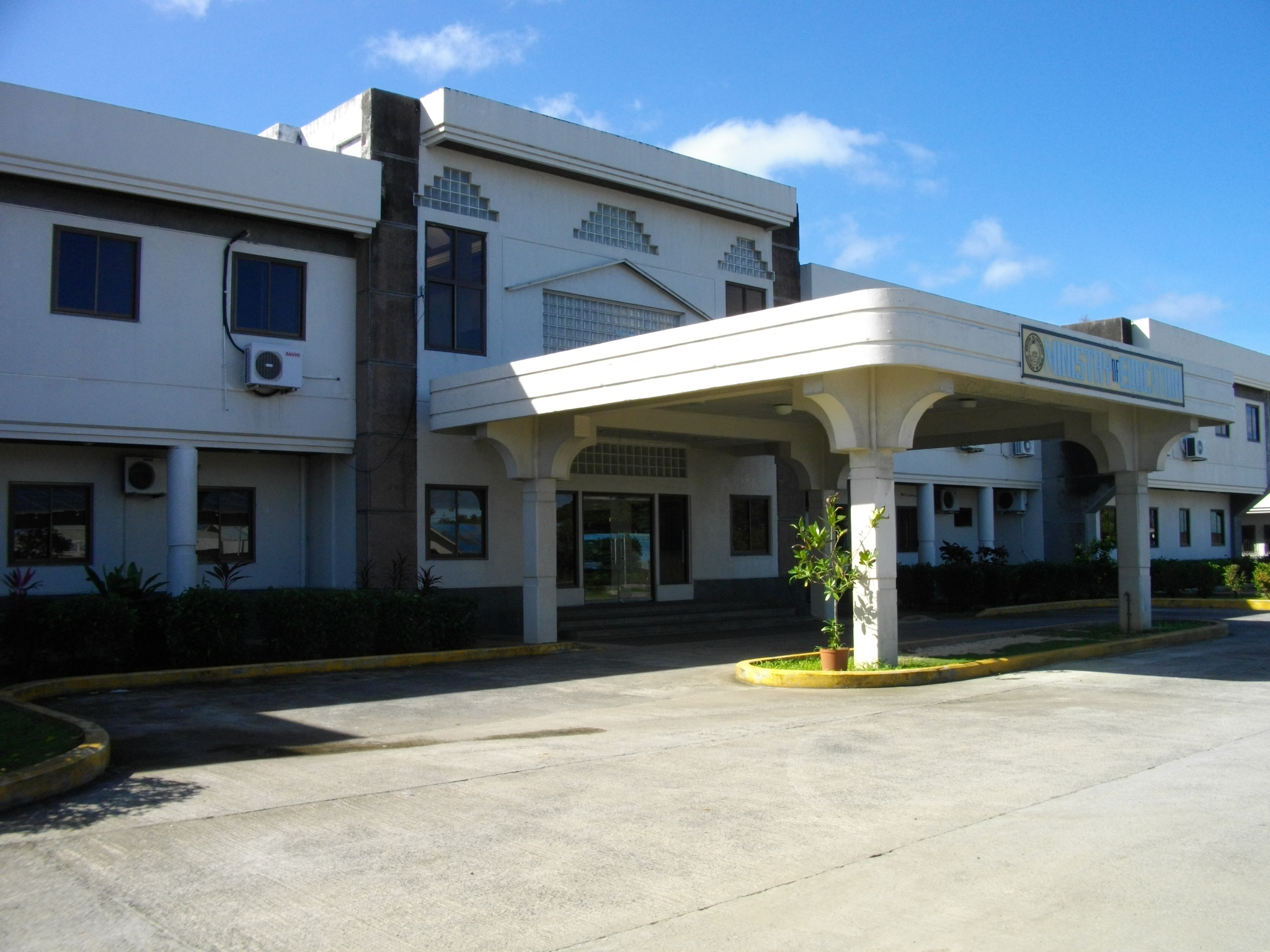
Ministerio de Educación de Palaos

En Palaos la tasa de analfabetismo es del 8,1% en personas de 15 años o más. Según Naciones Unidas, el Gobierno palauano usa el 9,8 % del PIB en Educación. La educación es obligatoria entre los 6 y los 14 años, o hasta que el estudiante apruebe octavo grado.[cita requerida]
Hay escuelas elementales y secundarias tanto públicas como privadas, y donde las clases se imparten en palauano e inglés. En cuanto a la educación superior, el Palau Community College, fundado en 1969, ofrece algunos grados que satisfacen la demanda de profesionales de la sociedad palauana. Para el resto de estudios, el gobierno ofrece becas a los jóvenes que vayan a estudiar carreras de alto interés para el país fuera del mismo, como Derecho, Ingeniería o Medicina.

### Idiomas
Las lenguas oficiales son el palauano (hablada asimismo en ciertos lugares de Guam) y el inglés. El palauano es una lengua malayo-polinesia occidental que presenta una gran dificultad debido a la complejidad de sus reglas gramaticales y sintácticas.

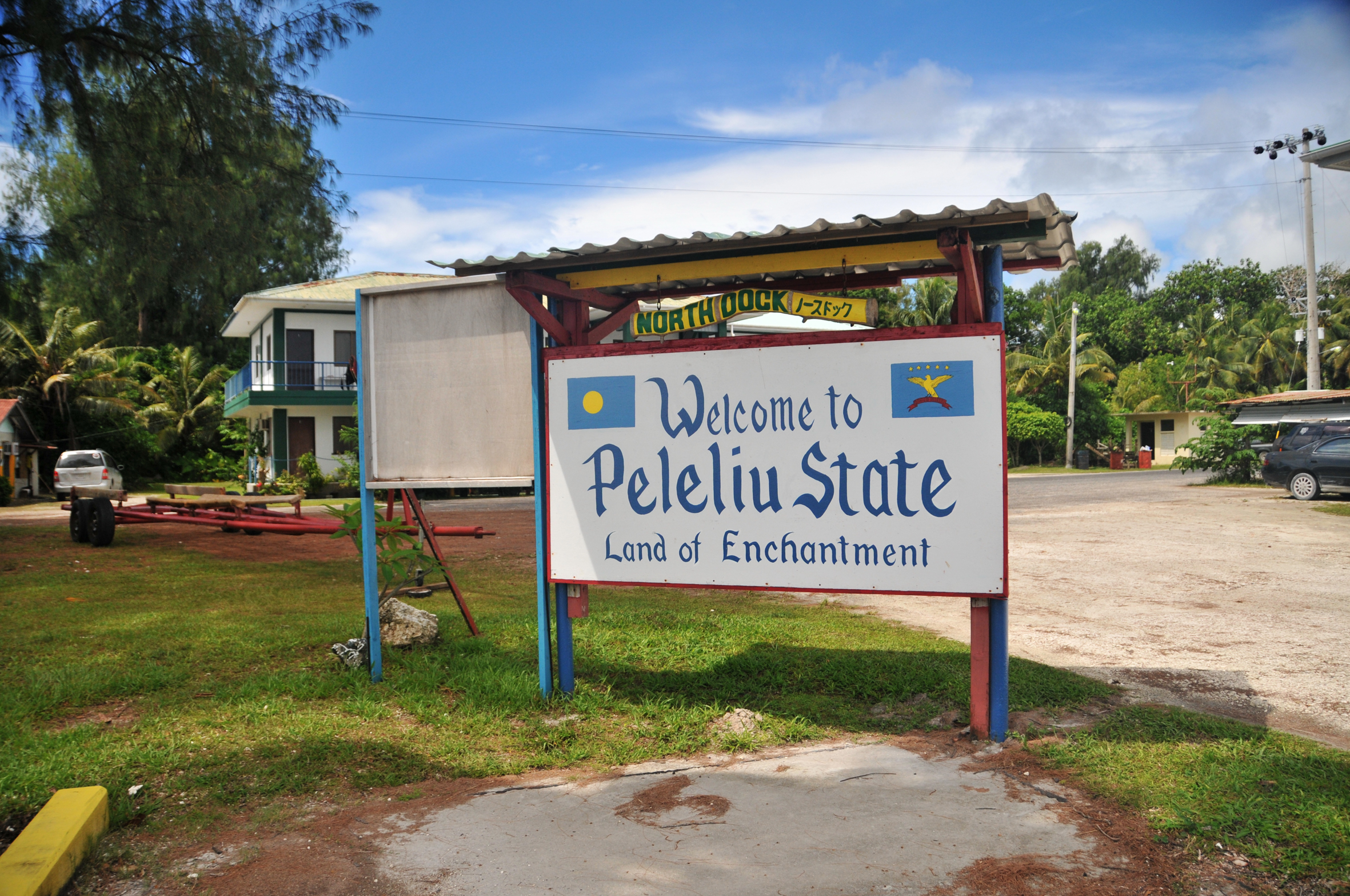
Mensaje de Bienvenida al estado de Peleliu escrito en inglés y japonés

Las excepciones son las islas de Sonsorol, Hatohobei y Angaur, donde los idiomas locales sonsorol, tobiano y angaur reemplazan respectivamente al palauano como lenguas oficiales. En Angaur el japonés es asimismo reconocido como tal.
La lengua más hablada en Palaos es el palauano (64,7%), una de las lenguas oficiales. Le siguen el tagalo o filipino (13,5%), que no tiene reconocimiento oficial, el inglés otra lengua oficial (9,4%), el chino mandarín (5,7%), el carolino (1,5%) y el japonés (1,5%).
Algunos palauanos que fueron educados durante el periodo de ocupación japonesa han alcanzado un nivel en el que pueden comunicarse en japonés sin dificultad. También se pueden hallar muchas palabras locales de origen japonés, como 'sempuuki' para abanico, 'denwa' para teléfono, 'chichi band' para sujetador, 'tukarenaos' para beber cerveza, 'aji daijobu' para delicioso, 'atamaguruguru' para confusión, 'hyakumetre' para carrera de atletismo (por ejemplo, 50 m de carrera → '50 m hyakumetre"), aeródromo es 'sukoojou', piedra-papel-tijera es 'aikodesho' y hangar es 'emonkake'.

### Religión
Más del 75% de los palauanos son cristianos. Según el censo de 2005, entre ellos son católicos el 49,94%, protestantes el 26,56%. Entre las religiones indígenas destaca el culto modekngei, que reúne al 8,8% de la población.

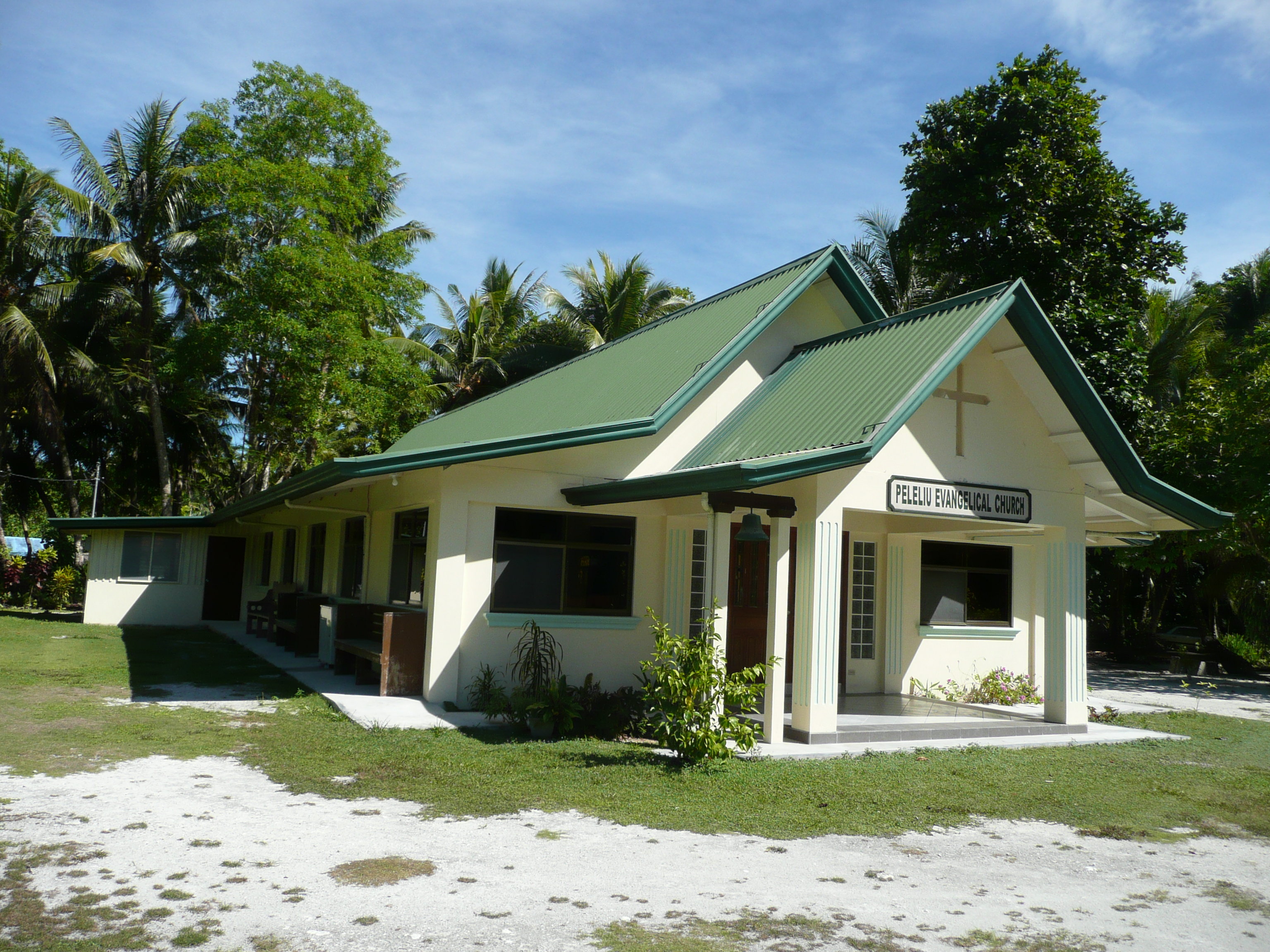
Un Iglesia en Palaos

Tanto la ocupación alemana como la japonesa de Palaos subvencionaron a los misioneros que siguieron a los españoles. Los alemanes enviaron misioneros católicos y protestantes (Luteranos), los japoneses enviaron sintoístas y budistas, y los españoles enviaron solo misioneros católicos mientras controlaban Palaos. Tres cuartas partes de la población son cristianos (principalmente católicos y protestantes), mientras que el modekngei (una combinación de cristianismo, religión tradicional palauana y adivinación) y la antigua religión palauana se observan habitualmente. La dominación japonesa trajo a Palaos el budismo Mahayana y el sintoísmo, que eran las religiones mayoritarias entre los colonos japoneses. Sin embargo, tras la derrota de Japón en la Segunda Guerra Mundial, los japoneses que quedaban se convirtieron en su mayoría al cristianismo, mientras que el resto siguió observando el budismo, pero dejó de practicar los ritos sintoístas. También hay unos 400 musulmanes bengalíes en Palaos, y recientemente se permitió a unos cuantos uigures detenidos en Guantánamo establecerse en el país insular.
La presencia católica en Palaos comenzó el 28 de abril de 1891, cuando los misioneros llegaron por primera vez desde la isla de Yap. Eran dos capuchinos españoles: el sacerdote Daniel Arbacegui y su hermano laico Antolín Orihuela. Así comenzó la misión católica permanente en el país.
Ya desde 1886 se habían establecido dos Vicariatos Apostólicos para las Islas Carolinas, que se unieron en 1905 para formar la Prefectura Apostólica de las Islas Carolinas. Los católicos de Palaos dependen de esta circunscripción eclesiástica: fue erigida por el Papa Juan Pablo II como diócesis en 1979, con el nombre de diócesis de las Islas Carolinas, sufragánea de la archidiócesis de Agaña (Guam). Los católicos de los Estados Federados de Micronesia también dependen de la diócesis de las Islas Carolinas.
El templo católico más importante en las islas es la iglesia del Sagrado Corazón (Church of the Sacred Heart). La estructura actual tiene sus antecedentes en la antigua iglesia del Sagrado Corazón, fundada en la época de la colonización española en 1892. En 1935 se construyó una nueva estructura que tardó 8 años en terminarse, hasta la inauguración a la que asistieron feligreses locales y autoridades japonesas. En la actualidad la mayoría de los servicios religiosos en el templo se ofrecen en lengua palauana con algunos otros en inglés.

## Transporte

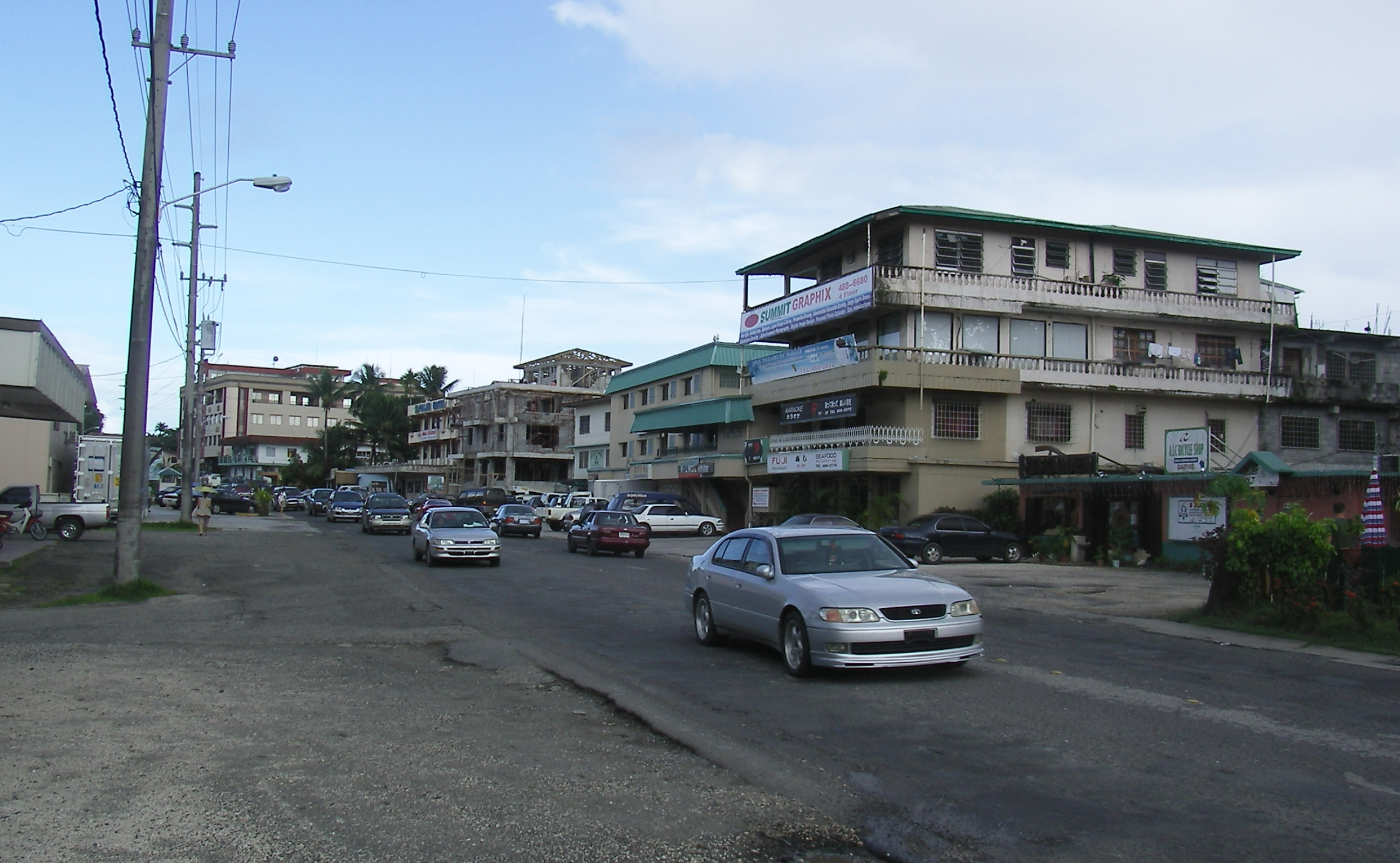
Calle de Koror, la antigua capital.

Koror cuenta con una red de carreteras pavimentadas. Existen zonas pavimentadas en Babeldaob, y a mediados de los años noventa comenzó la construcción de la autopista Compact de 85 km de longitud, la cual fue concluida en 2007.
Las carreteras construidas en los años cuarenta por el ejército de los Estados Unidos en Peleliu y Angaur siguen siendo utilizables. El transporte entre las islas suele hacerse por barco o avión.
El país está conectado con el mundo por el Aeropuerto Internacional Roman Tmetuchl, bautizado en honor al empresario y político Roman Tmetuchl. United Airlines opera vuelos regulares entre Guam y Manila, China Airlines desde Taipéi y Asiana Airlines desde Seúl.
Hay uno o dos vuelos diarios directos desde y hacia Guam. Japan Airlines y otras compañías aéreas también operan entre una docena y varias docenas de vuelos chárter directos al año desde los aeropuertos internacionales de Tokio/Narita, Nagoya/Chubu y Osaka/Kansai en las tres principales áreas metropolitanas de Japón. Los vuelos internacionales regulares desde Narita operan todo el año, pero durante la temporada turística hay a veces hasta cuatro vuelos semanales, que atraen a más de 30.000 turistas japoneses al año.
En julio de 2004 la aerolínea nacional Palau Micronesia Air fue lanzada con vuelos a Yap, Guam, Micronesia, Saipán, Australia, y las Filipinas. Sin embargo, las actividades de ese sector también han sido muy sensibles a cambios en las condiciones internacionales, como la subida del precio del petróleo, que ese mismo año llevó a la compañía a suspender sus actividades. En la actualidad la compañía Zest Airways realiza vuelos a las ciudades de Dávao, Cebú, y Manila, en Filipinas.

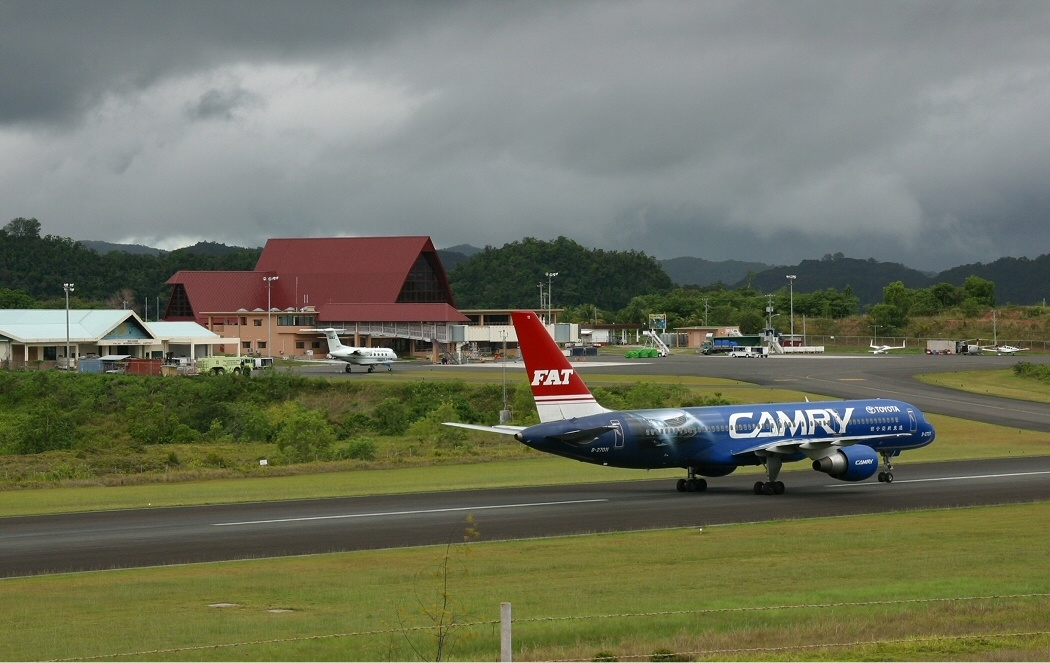
Un Boeing 757 en el Aeropuerto Internacional de Palaos

El transporte hacia y desde las islas se realiza en barco, y varias compañías operan vuelos diarios regulares desde la isla de Babeldaob a Peleliu y la isla de Angaur en pequeños aviones y helicópteros. No hay ferrocarril ni servicio de autobuses públicos, pero hay un pequeño número de taxis.
La finalización en 2007 de la llamada "carretera compacta" alrededor de la isla principal de Babeldaob, ha aumentado la comodidad del transporte dentro de la isla. La isla de Babeldaob está conectada con la isla de Koror, al sur, donde se encuentra la antigua capital de la ciudad más grande de Palaos, Koror, por un puente llamado puente Koror-Babeldaob (conocido oficialmente como puente de la amistad Japón-Palaos). El antiguo puente KB fue construido por una empresa surcoreana. El antiguo puente KB, construido por una empresa coreana, se derrumbó repentinamente en 1996, provocando simultáneamente la pérdida de electricidad, agua y otras líneas vitales, paralizando la capital y haciendo que Palau declarara el estado de emergencia. El puente actual se construyó a petición de Palaos y se inauguró en 2002 con una subvención japonesa.
También es posible desplazarse por la isla en un auto alquilado utilizando la Carretera Compacta. La mayoría de las carreteras del centro de la isla están asfaltadas, pero hay que tener en cuenta que las carreteras que se alejan del centro y de las islas periféricas no están asfaltadas y pueden embarrarse durante las tempestades.

## Cultura

### Música
La música de Palaos se encuadra dentro de la misma tradición musical que el resto de las islas de Melanesia. Su música popular puede considerarse como una evolución de su música tradicional. A partir de los años ochenta, la industria musical comenzó a desarrollarse y la música experimentó cambios con el uso de nuevos instrumentos, como el sintetizador. La música palauana, tanto la tradicional como la moderna incorporan elementos de la música de otras partes del mundo, como Japón o Estados Unidos, bajo cuya influencia cultural ha estado el país en algún momento.

### Arte

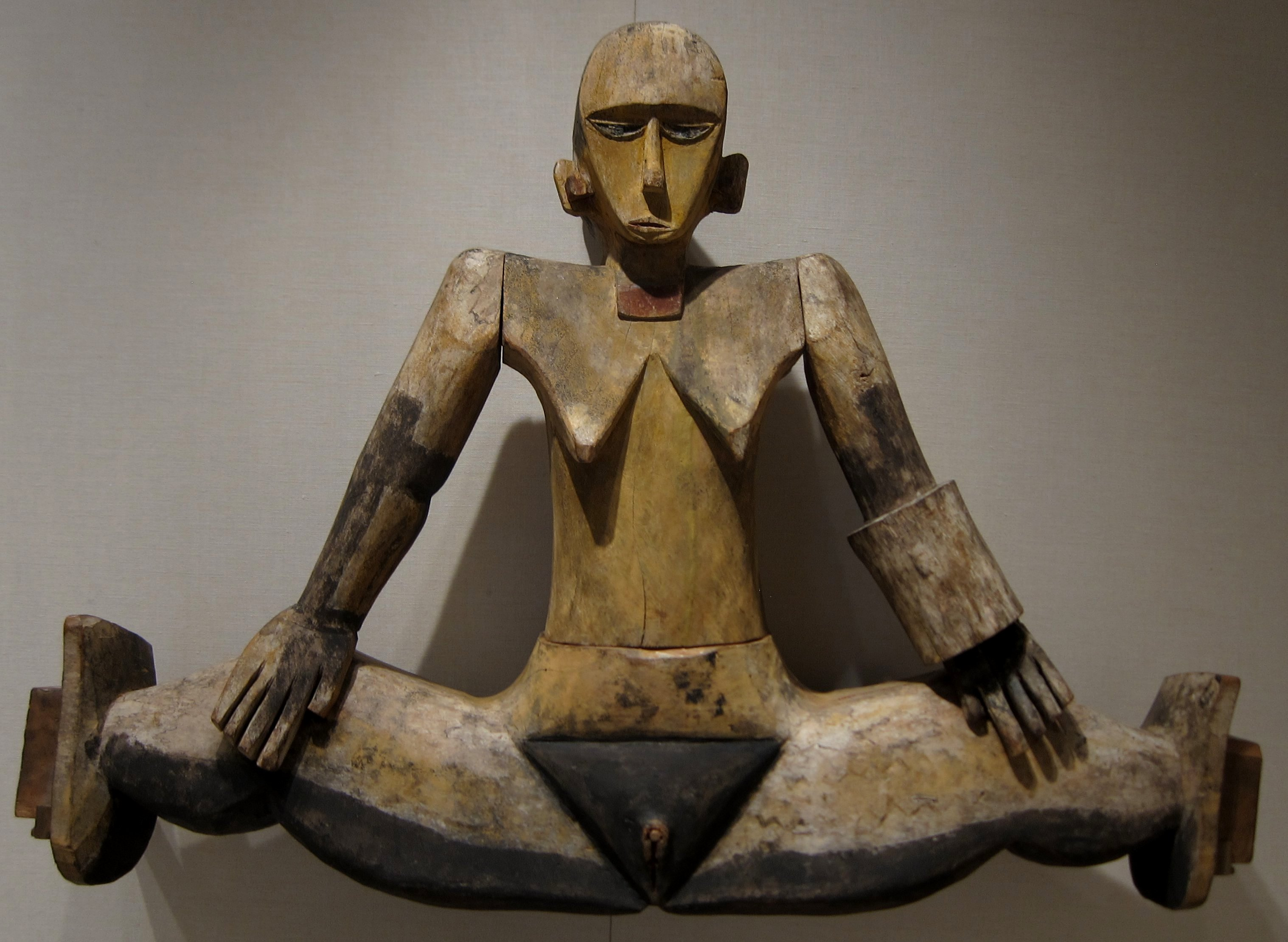
Dilukai del Museo Metropolitano de Arte de Nueva York.

Como en el resto de las Carolinas orientales, los principales objetos de decoración fueron las construcciones y las canoas, lo cual refleja su importancia social. De hecho, la forma de esas embarcaciones inspiró la arquitectura de templos en Palaos, Truk, y otras islas pequeñas.
Las casas tradicionales de los hombres palauanos, o en palauano bai, reúnen una gran cantidad de elementos artísticos de Micronesia. La parte superior de la fachada es decorada con tablones horizontales tallados y pintados con representaciones de escenas míticas.
Son asimismo características de Palaos las dilukai, esculturas de representación antropomórfica femenina con las piernas abiertas, mostrando una zona triangular representado explícitamente los genitales. Se las ha asociado con el tabú de los hermanos que no se deben ver desnudos así como con el Sol y la siembra de taro.
El Museo Nacional de Palaos abrió sus puertas Koror en 1955. Es el más antiguo de Micronesia. Cuenta con colecciones de historia natural, fotografía, antropología y arte, lo mismo que una biblioteca especializada y abierta al público general.

### Fiestas
Además de algunas fiestas internacionales como la Navidad, el Año Nuevo, o el Día de Acción de Gracias, Palaos celebra fiestas gubernamentales como los días del Presidente (1 de junio), de la Constitución (9 de julio), de las Naciones Unidas (24 de octubre), del Ciudadano (5 de mayo), o de la Juventud (15 de marzo).
El 1 de octubre se celebra la fiesta nacional del Día de Independencia.

### Símbolos
Los principales símbolos patrios son el Belau rekid (himno), el sello nacional y la bandera, adoptada en octubre de 1980 tras realizarse un concurso de diseños.
Además del bai y su fachada, los símbolos tradicionales son un círculo dividido en cuatro, que representa la salud, y una de las conchas de una almeja gigante que representa la fundación de Palaos y la creación de la humanidad a partir del mar.

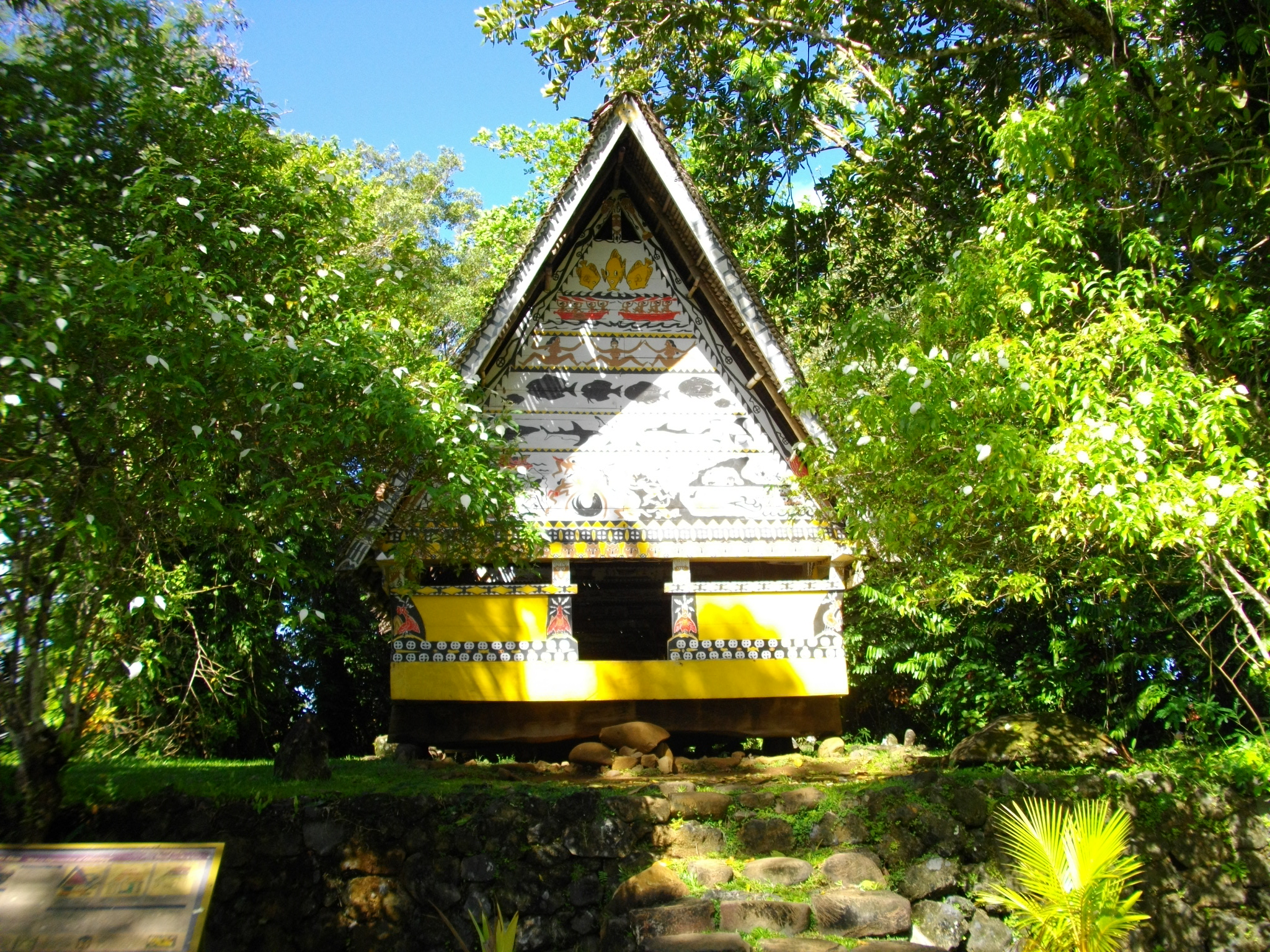
Una de las estructuras que hace parte del Museo nacional de Palaos o Museo Belau

### Gobierno tradicional
El actual gobierno "tradicional" de Palaos es una continuación de sus predecesores. Tradicionalmente, Palaos estaba organizado de forma jerárquica. El nivel más bajo es la aldea o caserío, luego el cacicazgo (que ahora se denomina políticamente Estado) y, por último, las alianzas de cacicazgos. En la antigüedad, numerosas federaciones dividían el poder, pero tras la introducción de las armas de fuego por parte de los europeos en el siglo XVII, se produjo un desequilibrio de poder.
Palaos se dividió en federaciones del norte y del sur. La Federación del Norte está encabezada por el alto jefe y la jefa del clan gobernante Uudes del estado de Melekeok, los Reklai y Ebilreklai. Se les conoce comúnmente como el rey y la reina de la Federación del Norte. Esta federación del norte comprende los estados de Kayangel, Ngerchelong, Ngardmau, Ngiwal, Ngaraard, Ngatpang, Ngeremlengui, Melekok, Aimeliik, Ngchesar y Airai. La Federación del Sur está igualmente representada por el alto jefe y la jefa del Idid gobernante del estado de Koror.
La Federación del Sur comprende los estados de Koror, Peleliu y Angaur. Sin embargo, cada vez son menos los palauanos que conocen el concepto de federaciones, y el término está desapareciendo lentamente. Las federaciones se establecieron como una forma de salvaguardar los estados y aldeas que compartían intereses económicos, sociales y políticos, pero con la llegada de un gobierno federal, las salvaguardias tienen menos sentido. Sin embargo, en las relaciones internacionales, el rey de Palaos es sinónimo del Ibedul de Koror. Esto se debe a que Koror es la capital industrial de la nación, lo que eleva su posición sobre el Reklai de Melekeok.
Es un error pensar que el rey y la reina de Palaos, o cualquier jefe y su homóloga femenina, estén casados. Los líderes tradicionales y sus homólogas femeninas siempre han estado emparentados y no se han casado (casarse con parientes era un tabú tradicional). Por lo general, un jefe y su homóloga femenina son hermanos, o primos cercanos, y tienen sus propios cónyuges.

## Deportes

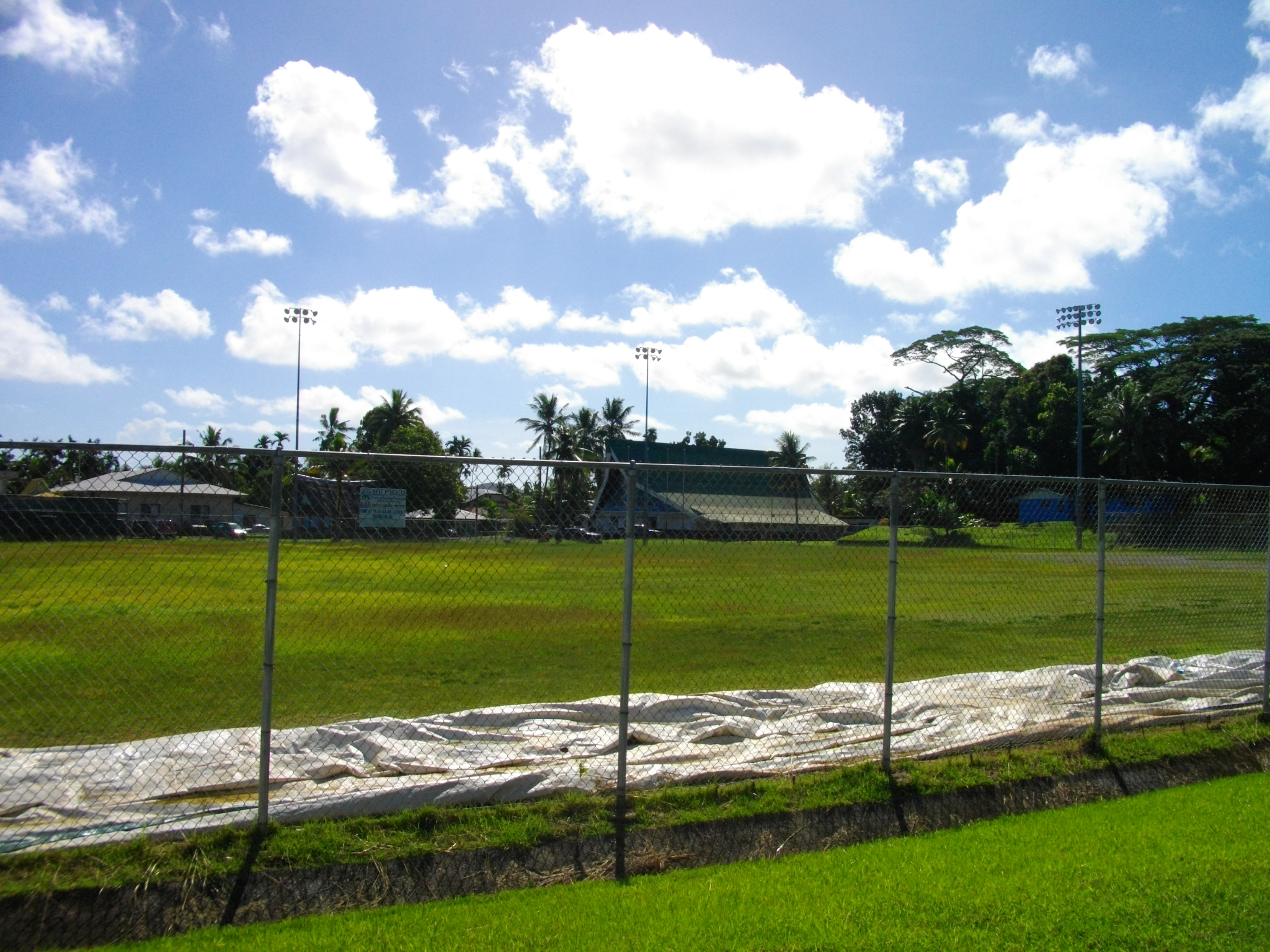
El campo Asahi, donde se llevan a cabo los juegos de béisbol.

Uno de los deportes más practicados en Palaos es el béisbol, introducido por los japoneses durante el periodo de ocupación. La liga de más alto nivel en el país es la Palau Major League (PML), que es supervisada por la Federación de Béisbol de Palaos. La PML se lleva a cabo en el Campo Asahi en Koror durante una temporada que abarca de enero a abril. La asistencia a los juegos es gratuita. Otro de los deportes populares en el archipiélago es el fútbol y aunque no es miembro de la FIFA, la selección de fútbol de Palaos ha jugado múltiples encuentros con otros países de Oceanía. La Liga de fútbol de Palaos es la máxima división futbolística en el país, que desde 2004 cinco equipos se disputan anualmente el título. Palaos debutó en los Juegos Olímpicos de Sídney 2000, y ha competido en cada edición de verano desde entonces, sin obtener ninguna medalla.
La principal instalación deportiva del país es el Estadio Nacional de Palaos llamado también PCC Track & Field que tiene capacidad para recibir a unas 4000 personas y es usado regularmente por la selección de fútbol de Palaos, en juegos de la Liga de Palaos y en los juegos de Belau una competencia de fútbol adicional. Otra estructura importante es el Gimnasio Nacional de Palaos donde se pueden practicar diversos deportes de conjunto o equipo bajo techo.